# Liste des planètes mineures non numérotées découvertes entre le 16 et le 31 octobre 2016
Pour un article plus général, voir Liste des planètes mineures non numérotées découvertes en 2016.
Pour un article plus général, voir Liste des planètes mineures.
Cet article dresse la liste des planètes mineures (astéroïdes, centaures, objets transneptuniens et assimilés) non numérotées découvertes en octobre 2016 dans l'ordre de leur découverte.
Au 15 janvier 2025, 661 077 des 1 434 993 planètes mineures répertoriées par le Centre des planètes mineures ne sont pas encore numérotées, soit 46,07 %.

## Rappel concernant la désignation provisoire
La désignation provisoire indique l'ordre de découverte de ces objets. En effet, cette désignation est composée de l'année de découverte (par exemple 2016) suivie de la quinzaine (demi-mois) de découverte (p.e. A = 1-15 janvier) puis de l'ordre de découverte dans cette quinzaine. Cet ordre est indiqué par une lettre et éventuellement un chiffre comme suit : A pour la première découverte, B pour la deuxième, ..., Z pour la 25e (le I n'est pas utilisé pour éviter la confusion avec 1), A1 pour la 26e, B1 pour la 27e, etc. , Z1 pour la 50e, A2 pour la 51e, B2 pour la 52e, etc. L'ordre de la numérotation ne suit donc pas l'ordre alphanumérique. 2016 AA1 suit ainsi 2016 AZ et précède 2016 AB1.

## Liste du 16 au 31 octobre 2016
- 2016 UA
- 2016 UD
- 2016 UE
- 2016 UF
- 2016 UG
- 2016 UH
- 2016 UJ
- 2016 UN
- 2016 UP
- 2016 UD1
- 2016 UG1
- 2016 US1
- 2016 UT1
- 2016 UU1
- 2016 UA2
- 2016 UB2
- 2016 UJ2
- 2016 UK2
- 2016 UP2
- 2016 US2
- 2016 UW2
- 2016 UO3
- 2016 UP3
- 2016 UQ3
- 2016 UT3
- 2016 UX3
- 2016 UY3
- 2016 UA4
- 2016 UB4
- 2016 UJ4
- 2016 UK4
- 2016 UL4
- 2016 UN4
- 2016 UP4
- 2016 US4
- 2016 UT4
- 2016 UU4
- 2016 UV4
- 2016 UX4
- 2016 UZ4
- 2016 UD5
- 2016 UE5
- 2016 UF5
- 2016 UJ5
- 2016 UK5
- 2016 UL5
- 2016 UM5
- 2016 UN5
- 2016 UO5
- 2016 UP5
- 2016 UQ5
- 2016 UR5
- 2016 UT5
- 2016 UV5
- 2016 UW5
- 2016 UX5
- 2016 UY5
- 2016 UZ5
- 2016 UA6
- 2016 UC6
- 2016 UJ6
- 2016 UM6
- 2016 UP6
- 2016 US6
- 2016 UU6
- 2016 UV6
- 2016 UW6
- 2016 UX6
- 2016 UD7
- 2016 UN7
- 2016 UQ7
- 2016 UT7
- 2016 UU7
- 2016 UV7
- 2016 UX7
- 2016 UY7
- 2016 UZ7
- 2016 UF8
- 2016 UG8
- 2016 UH8
- 2016 UJ8
- 2016 UL8
- 2016 UM8
- 2016 UP8
- 2016 UQ8
- 2016 UU8
- 2016 UV8
- 2016 UB9
- 2016 UE9
- 2016 UF9
- 2016 UG9
- 2016 UO9
- 2016 UR9
- 2016 US9
- 2016 UU9
- 2016 UV9
- 2016 UA10
- 2016 UC10
- 2016 UD10
- 2016 UE10
- 2016 UM10
- 2016 US10
- 2016 UV10
- 2016 UZ10
- 2016 UE11
- 2016 UF11
- 2016 UH11
- 2016 UT11
- 2016 UU11
- 2016 UV11
- 2016 UZ11
- 2016 UE12
- 2016 UF12
- 2016 UG12
- 2016 UN12
- 2016 UP12
- 2016 UR12
- 2016 UT12
- 2016 UX12
- 2016 UY12
- 2016 UB13
- 2016 UC13
- 2016 UD13
- 2016 UJ13
- 2016 UL13
- 2016 UN13
- 2016 UP13
- 2016 UR13
- 2016 UT13
- 2016 UV13
- 2016 UW13
- 2016 UX13
- 2016 UE14
- 2016 UH14
- 2016 UQ14
- 2016 UT14
- 2016 UW14
- 2016 UX14
- 2016 UB15
- 2016 UF15
- 2016 UM15
- 2016 UO15
- 2016 UP15
- 2016 UQ15
- 2016 UT15
- 2016 UU15
- 2016 UY15
- 2016 UE16
- 2016 UF16
- 2016 UG16
- 2016 UH16
- 2016 UN16
- 2016 UP16
- 2016 UQ16
- 2016 US16
- 2016 UY16
- 2016 UZ16
- 2016 UA17
- 2016 UB17
- 2016 UC17
- 2016 UE17
- 2016 UM17
- 2016 US17
- 2016 UV17
- 2016 UZ17
- 2016 UB18
- 2016 UC18
- 2016 UE18
- 2016 UJ18
- 2016 UO18
- 2016 UP18
- 2016 UQ18
- 2016 UR18
- 2016 UT18
- 2016 UV18
- 2016 UW18
- 2016 UZ18
- 2016 UJ19
- 2016 UL19
- 2016 UM19
- 2016 UR19
- 2016 UW19
- 2016 UX19
- 2016 UA20
- 2016 UE20
- 2016 UG20
- 2016 UO20
- 2016 US20
- 2016 UU20
- 2016 UW20
- 2016 UX20
- 2016 UY20
- 2016 UA21
- 2016 UE21
- 2016 UF21
- 2016 UG21
- 2016 UJ21
- 2016 UK21
- 2016 UM21
- 2016 UO21
- 2016 UR21
- 2016 US21
- 2016 UT21
- 2016 UU21
- 2016 UV21
- 2016 UW21
- 2016 UX21
- 2016 UY21
- 2016 UB22
- 2016 UF22
- 2016 UO22
- 2016 UQ22
- 2016 UR22
- 2016 UT22
- 2016 UV22
- 2016 UX22
- 2016 UY22
- 2016 UA23
- 2016 UD23
- 2016 UE23
- 2016 UJ23
- 2016 UP23
- 2016 UQ23
- 2016 UR23
- 2016 UT23
- 2016 UW23
- 2016 UA24
- 2016 UB24
- 2016 UK24
- 2016 UP24
- 2016 US24
- 2016 UA25
- 2016 UB25
- 2016 UC25
- 2016 UK25
- 2016 UN25
- 2016 UO25
- 2016 UQ25
- 2016 UR25
- 2016 UT25
- 2016 UU25
- 2016 UV25
- 2016 UW25
- 2016 UY25
- 2016 UZ25
- 2016 UA26
- 2016 UB26
- 2016 UC26
- 2016 UD26
- 2016 UE26
- 2016 UF26
- 2016 UG26
- 2016 UJ26
- 2016 UN26
- 2016 UU26
- 2016 UA27
- 2016 UP27
- 2016 UQ27
- 2016 UR27
- 2016 US27
- 2016 UU27
- 2016 UX27
- 2016 UD28
- 2016 UK28
- 2016 UL28
- 2016 UM28
- 2016 UN28
- 2016 UR28
- 2016 UY28
- 2016 UB29
- 2016 UC29
- 2016 UD29
- 2016 UE29
- 2016 UF29
- 2016 UJ29
- 2016 UM29
- 2016 UN29
- 2016 UO29
- 2016 UP29
- 2016 UU29
- 2016 UB30
- 2016 UD30
- 2016 UF30
- 2016 UG30
- 2016 UH30
- 2016 UL30
- 2016 UO30
- 2016 UB31
- 2016 UC31
- 2016 UD31
- 2016 UE31
- 2016 UH31
- 2016 UJ31
- 2016 UL31
- 2016 UN31
- 2016 UR31
- 2016 US31
- 2016 UV31
- 2016 UX31
- 2016 UY31
- 2016 UB32
- 2016 UC32
- 2016 UF32
- 2016 UH32
- 2016 UM32
- 2016 UO32
- 2016 UP32
- 2016 UT32
- 2016 UV32
- 2016 UZ32
- 2016 UB33
- 2016 UH33
- 2016 UJ33
- 2016 UR33
- 2016 UY33
- 2016 UE34
- 2016 UK34
- 2016 UO34
- 2016 UP34
- 2016 UQ34
- 2016 US34
- 2016 UU34
- 2016 UX34
- 2016 UY34
- 2016 UZ34
- 2016 UA35
- 2016 UH35
- 2016 UJ35
- 2016 UP35
- 2016 UQ35
- 2016 US35
- 2016 UW35
- 2016 UX35
- 2016 UY35
- 2016 UZ35
- 2016 UA36
- 2016 UB36
- 2016 UD36
- 2016 UE36
- 2016 UH36
- 2016 UJ36
- 2016 UL36
- 2016 UM36
- 2016 UN36
- 2016 UO36
- 2016 UP36
- 2016 UQ36
- 2016 UR36
- 2016 UW36
- 2016 UX36
- 2016 UZ36
- 2016 UB37
- 2016 UD37
- 2016 UE37
- 2016 UF37
- 2016 UG37
- 2016 UJ37
- 2016 UN37
- 2016 UO37
- 2016 UR37
- 2016 US37
- 2016 UT37
- 2016 UV37
- 2016 UX37
- 2016 UB38
- 2016 UC38
- 2016 UG38
- 2016 UH38
- 2016 UT38
- 2016 UU38
- 2016 UW38
- 2016 UX38
- 2016 UC39
- 2016 UD39
- 2016 UF39
- 2016 UL39
- 2016 UN39
- 2016 UQ39
- 2016 UU39
- 2016 UE40
- 2016 UG40
- 2016 UH40
- 2016 UM40
- 2016 UN40
- 2016 UO40
- 2016 UR40
- 2016 UT40
- 2016 UU40
- 2016 UV40
- 2016 UW40
- 2016 UX40
- 2016 UY40
- 2016 UZ40
- 2016 UA41
- 2016 UB41
- 2016 UC41
- 2016 UD41
- 2016 UE41
- 2016 UK41
- 2016 UL41
- 2016 UM41
- 2016 UN41
- 2016 UO41
- 2016 UP41
- 2016 UQ41
- 2016 UR41
- 2016 US41
- 2016 UV41
- 2016 UW41
- 2016 UX41
- 2016 UY41
- 2016 UZ41
- 2016 UA42
- 2016 UB42
- 2016 UC42
- 2016 UD42
- 2016 UE42
- 2016 UF42
- 2016 UG42
- 2016 UK42
- 2016 UM42
- 2016 UN42
- 2016 UT42
- 2016 UU42
- 2016 UV42
- 2016 UZ42
- 2016 UD43
- 2016 UN43
- 2016 UV43
- 2016 UY43
- 2016 UC44
- 2016 UG44
- 2016 UH44
- 2016 UK44
- 2016 UN44
- 2016 UQ44
- 2016 UT44
- 2016 UY44
- 2016 UA45
- 2016 UC45
- 2016 UD45
- 2016 UF45
- 2016 UJ45
- 2016 UK45
- 2016 UL45
- 2016 UM45
- 2016 US45
- 2016 UA46
- 2016 UC46
- 2016 UE46
- 2016 UF46
- 2016 UH46
- 2016 UN46
- 2016 UO46
- 2016 UQ46
- 2016 UU46
- 2016 UW46
- 2016 UB47
- 2016 UD47
- 2016 UG47
- 2016 UQ47
- 2016 UY47
- 2016 UZ47
- 2016 UB48
- 2016 UC48
- 2016 UD48
- 2016 UF48
- 2016 UJ48
- 2016 UO48
- 2016 UP48
- 2016 UQ48
- 2016 UT48
- 2016 UU48
- 2016 UX48
- 2016 UZ48
- 2016 UA49
- 2016 UB49
- 2016 UG49
- 2016 UJ49
- 2016 UK49
- 2016 UM49
- 2016 UW49
- 2016 UY49
- 2016 UC50
- 2016 UD50
- 2016 UE50
- 2016 UG50
- 2016 UL50
- 2016 UN50
- 2016 UO50
- 2016 UP50
- 2016 US50
- 2016 UU50
- 2016 UV50
- 2016 UW50
- 2016 UX50
- 2016 UY50
- 2016 UB51
- 2016 UD51
- 2016 UE51
- 2016 UG51
- 2016 UM51
- 2016 UP51
- 2016 UX51
- 2016 UZ51
- 2016 UB52
- 2016 UG52
- 2016 UH52
- 2016 UK52
- 2016 UL52
- 2016 UR52
- 2016 UY52
- 2016 UZ52
- 2016 UB53
- 2016 UF53
- 2016 UN53
- 2016 UP53
- 2016 UU53
- 2016 UZ53
- 2016 UG54
- 2016 UH54
- 2016 UJ54
- 2016 UL54
- 2016 UQ54
- 2016 UR54
- 2016 US54
- 2016 UW54
- 2016 UZ54
- 2016 UA55
- 2016 UB55
- 2016 UC55
- 2016 UD55
- 2016 UK55
- 2016 UL55
- 2016 UN55
- 2016 UQ55
- 2016 US55
- 2016 UU55
- 2016 UA56
- 2016 UF56
- 2016 UH56
- 2016 UQ56
- 2016 UR56
- 2016 US56
- 2016 UT56
- 2016 UY56
- 2016 UZ56
- 2016 UA57
- 2016 UB57
- 2016 UC57
- 2016 UE57
- 2016 UF57
- 2016 UG57
- 2016 UH57
- 2016 UJ57
- 2016 UL57
- 2016 UN57
- 2016 UW57
- 2016 UY57
- 2016 UC58
- 2016 UJ58
- 2016 UO58
- 2016 UQ58
- 2016 UW58
- 2016 UX58
- 2016 UY58
- 2016 UD59
- 2016 UG59
- 2016 UH59
- 2016 UJ59
- 2016 UL59
- 2016 UN59
- 2016 UO59
- 2016 UP59
- 2016 UR59
- 2016 UT59
- 2016 UU59
- 2016 UW59
- 2016 UX59
- 2016 UE60
- 2016 UG60
- 2016 UJ60
- 2016 UK60
- 2016 UP60
- 2016 US60
- 2016 UV60
- 2016 UX60
- 2016 UB61
- 2016 UC61
- 2016 UF61
- 2016 UJ61
- 2016 UQ61
- 2016 US61
- 2016 UT61
- 2016 UV61
- 2016 UX61
- 2016 UA62
- 2016 UB62
- 2016 UH62
- 2016 UJ62
- 2016 UM62
- 2016 UO62
- 2016 UP62
- 2016 UR62
- 2016 UX62
- 2016 UY62
- 2016 UZ62
- 2016 UC63
- 2016 UF63
- 2016 UJ63
- 2016 UR63
- 2016 UW63
- 2016 UX63
- 2016 UD64
- 2016 UE64
- 2016 UF64
- 2016 UH64
- 2016 UN64
- 2016 UP64
- 2016 UQ64
- 2016 UU64
- 2016 UD65
- 2016 UJ65
- 2016 UM65
- 2016 UN65
- 2016 UP65
- 2016 UQ65
- 2016 UY65
- 2016 UZ65
- 2016 UE66
- 2016 UG66
- 2016 UL66
- 2016 UO66
- 2016 UU66
- 2016 UW66
- 2016 UY66
- 2016 UB67
- 2016 UC67
- 2016 UE67
- 2016 UK67
- 2016 UO67
- 2016 UP67
- 2016 UQ67
- 2016 UJ68
- 2016 UK68
- 2016 UL68
- 2016 US68
- 2016 UW68
- 2016 UX68
- 2016 UY68
- 2016 UE69
- 2016 UG69
- 2016 UK69
- 2016 UL69
- 2016 UO69
- 2016 UT69
- 2016 UU69
- 2016 UW69
- 2016 UZ69
- 2016 UH70
- 2016 UJ70
- 2016 UK70
- 2016 UO70
- 2016 US70
- 2016 UU70
- 2016 UY70
- 2016 UC71
- 2016 UD71
- 2016 UG71
- 2016 UM71
- 2016 UQ71
- 2016 UR71
- 2016 UT71
- 2016 UU71
- 2016 UV71
- 2016 UX71
- 2016 UY71
- 2016 UC72
- 2016 UD72
- 2016 UF72
- 2016 UG72
- 2016 UH72
- 2016 UO72
- 2016 UT72
- 2016 UZ72
- 2016 UA73
- 2016 UC73
- 2016 UD73
- 2016 UF73
- 2016 UN73
- 2016 UR73
- 2016 UA74
- 2016 UE74
- 2016 UG74
- 2016 UK74
- 2016 UQ74
- 2016 UR74
- 2016 US74
- 2016 UV74
- 2016 UY74
- 2016 UZ74
- 2016 UA75
- 2016 UB75
- 2016 UC75
- 2016 UD75
- 2016 UF75
- 2016 UK75
- 2016 UQ75
- 2016 UA76
- 2016 UB76
- 2016 UE76
- 2016 UH76
- 2016 UJ76
- 2016 UK76
- 2016 UL76
- 2016 UM76
- 2016 UT76
- 2016 UU76
- 2016 UV76
- 2016 UZ76
- 2016 UA77
- 2016 UF77
- 2016 UG77
- 2016 UP77
- 2016 UQ77
- 2016 UR77
- 2016 UT77
- 2016 UA78
- 2016 UB78
- 2016 UD78
- 2016 UE78
- 2016 UN78
- 2016 UO78
- 2016 UP78
- 2016 UR78
- 2016 UU78
- 2016 UV78
- 2016 UW78
- 2016 UX78
- 2016 UZ78
- 2016 UB79
- 2016 UF79
- 2016 UK79
- 2016 UP79
- 2016 UA80
- 2016 UB80
- 2016 UH80
- 2016 UN80
- 2016 UP80
- 2016 UQ80
- 2016 UR80
- 2016 US80
- 2016 UT80
- 2016 UU80
- 2016 UV80
- 2016 UW80
- 2016 UX80
- 2016 UY80
- 2016 UJ81
- 2016 UV81
- 2016 UY81
- 2016 UC82
- 2016 UF82
- 2016 UJ82
- 2016 UM82
- 2016 UR82
- 2016 UT82
- 2016 UV82
- 2016 UW82
- 2016 UY82
- 2016 UA83
- 2016 UC83
- 2016 UD83
- 2016 UG83
- 2016 UH83
- 2016 UK83
- 2016 UL83
- 2016 UN83
- 2016 US83
- 2016 UX83
- 2016 UY83
- 2016 UZ83
- 2016 UA84
- 2016 UF84
- 2016 UL84
- 2016 UQ84
- 2016 UR84
- 2016 US84
- 2016 UU84
- 2016 UC85
- 2016 UD85
- 2016 UE85
- 2016 UG85
- 2016 UJ85
- 2016 UM85
- 2016 UT85
- 2016 UY85
- 2016 UZ85
- 2016 UB86
- 2016 UC86
- 2016 UE86
- 2016 UG86
- 2016 UO86
- 2016 UR86
- 2016 UT86
- 2016 UW86
- 2016 UJ87
- 2016 UK87
- 2016 UL87
- 2016 UM87
- 2016 UP87
- 2016 UQ87
- 2016 US87
- 2016 UW87
- 2016 UX87
- 2016 UY87
- 2016 UZ87
- 2016 UA88
- 2016 UE88
- 2016 UG88
- 2016 UK88
- 2016 UM88
- 2016 UQ88
- 2016 US88
- 2016 UU88
- 2016 UV88
- 2016 UX88
- 2016 UD89
- 2016 UF89
- 2016 UJ89
- 2016 UP89
- 2016 UT89
- 2016 UU89
- 2016 UY89
- 2016 UZ89
- 2016 UB90
- 2016 UD90
- 2016 UE90
- 2016 UF90
- 2016 UG90
- 2016 UH90
- 2016 UM90
- 2016 UO90
- 2016 UQ90
- 2016 UR90
- 2016 UU90
- 2016 UC91
- 2016 UE91
- 2016 UF91
- 2016 UH91
- 2016 UM91
- 2016 UN91
- 2016 UQ91
- 2016 UT91
- 2016 UV91
- 2016 UX91
- 2016 UA92
- 2016 UB92
- 2016 UC92
- 2016 UF92
- 2016 UH92
- 2016 UK92
- 2016 UL92
- 2016 UO92
- 2016 UP92
- 2016 UQ92
- 2016 UR92
- 2016 US92
- 2016 UU92
- 2016 UW92
- 2016 UX92
- 2016 UZ92
- 2016 UA93
- 2016 UB93
- 2016 UC93
- 2016 UD93
- 2016 UF93
- 2016 UG93
- 2016 UH93
- 2016 UN93
- 2016 UR93
- 2016 UU93
- 2016 UW93
- 2016 UX93
- 2016 UZ93
- 2016 UD94
- 2016 UE94
- 2016 UF94
- 2016 UH94
- 2016 UL94
- 2016 UM94
- 2016 UP94
- 2016 UQ94
- 2016 US94
- 2016 UT94
- 2016 UV94
- 2016 UY94
- 2016 UA95
- 2016 UB95
- 2016 UE95
- 2016 UG95
- 2016 UL95
- 2016 UM95
- 2016 UN95
- 2016 UR95
- 2016 US95
- 2016 UT95
- 2016 UU95
- 2016 UV95
- 2016 UX95
- 2016 UY95
- 2016 UZ95
- 2016 UE96
- 2016 UF96
- 2016 UG96
- 2016 UL96
- 2016 UQ96
- 2016 UR96
- 2016 UT96
- 2016 UU96
- 2016 UV96
- 2016 UW96
- 2016 UY96
- 2016 UA97
- 2016 UB97
- 2016 UC97
- 2016 UD97
- 2016 UF97
- 2016 UH97
- 2016 UK97
- 2016 US97
- 2016 UT97
- 2016 UU97
- 2016 UV97
- 2016 UX97
- 2016 UB98
- 2016 UD98
- 2016 UG98
- 2016 UJ98
- 2016 UL98
- 2016 UN98
- 2016 UQ98
- 2016 UZ98
- 2016 UB99
- 2016 UD99
- 2016 UG99
- 2016 UJ99
- 2016 UK99
- 2016 UL99
- 2016 UM99
- 2016 UT99
- 2016 UU99
- 2016 UX99
- 2016 UZ99
- 2016 UB100
- 2016 UG100
- 2016 UM100
- 2016 UN100
- 2016 UO100
- 2016 UQ100
- 2016 UR100
- 2016 US100
- 2016 UT100
- 2016 UV100
- 2016 UW100
- 2016 UX100
- 2016 UY100
- 2016 UA101
- 2016 UE101
- 2016 UF101
- 2016 UG101
- 2016 UH101
- 2016 UJ101
- 2016 UL101
- 2016 UM101
- 2016 UN101
- 2016 UO101
- 2016 UP101
- 2016 UR101
- 2016 UT101
- 2016 UZ101
- 2016 UC102
- 2016 UD102
- 2016 UG102
- 2016 UJ102
- 2016 UL102
- 2016 UO102
- 2016 UW102
- 2016 UX102
- 2016 UY102
- 2016 UZ102
- 2016 UB103
- 2016 UC103
- 2016 UD103
- 2016 UE103
- 2016 UF103
- 2016 UH103
- 2016 UM103
- 2016 UP103
- 2016 UR103
- 2016 US103
- 2016 UT103
- 2016 UU103
- 2016 UW103
- 2016 UX103
- 2016 UZ103
- 2016 UB104
- 2016 UD104
- 2016 UE104
- 2016 UF104
- 2016 UG104
- 2016 UH104
- 2016 UL104
- 2016 UM104
- 2016 UN104
- 2016 UO104
- 2016 US104
- 2016 UV104
- 2016 UX104
- 2016 UB105
- 2016 UE105
- 2016 UF105
- 2016 UH105
- 2016 UK105
- 2016 UO105
- 2016 UW105
- 2016 UZ105
- 2016 UA106
- 2016 UB106
- 2016 UD106
- 2016 UE106
- 2016 UK106
- 2016 UO106
- 2016 UP106
- 2016 UQ106
- 2016 US106
- 2016 UT106
- 2016 UW106
- 2016 UX106
- 2016 UY106
- 2016 UA107
- 2016 UB107
- 2016 UC107
- 2016 UD107
- 2016 UE107
- 2016 UG107
- 2016 UJ107
- 2016 UK107
- 2016 UM107
- 2016 UP107
- 2016 UR107
- 2016 UT107
- 2016 UU107
- 2016 UX107
- 2016 UZ107
- 2016 UB108
- 2016 UD108
- 2016 UE108
- 2016 UG108
- 2016 UK108
- 2016 UM108
- 2016 UN108
- 2016 UO108
- 2016 UR108
- 2016 US108
- 2016 UV108
- 2016 UX108
- 2016 UY108
- 2016 UA109
- 2016 UB109
- 2016 UC109
- 2016 UE109
- 2016 UF109
- 2016 UH109
- 2016 UJ109
- 2016 UK109
- 2016 UM109
- 2016 UN109
- 2016 UP109
- 2016 UR109
- 2016 US109
- 2016 UU109
- 2016 UX109
- 2016 UA110
- 2016 UB110
- 2016 UE110
- 2016 UF110
- 2016 UH110
- 2016 UJ110
- 2016 UK110
- 2016 UL110
- 2016 UO110
- 2016 UP110
- 2016 UQ110
- 2016 US110
- 2016 UT110
- 2016 UV110
- 2016 UX110
- 2016 UY110
- 2016 UC111
- 2016 UD111
- 2016 UE111
- 2016 UK111
- 2016 UL111
- 2016 UM111
- 2016 UN111
- 2016 UO111
- 2016 UP111
- 2016 UR111
- 2016 US111
- 2016 UT111
- 2016 UX111
- 2016 UA112
- 2016 UB112
- 2016 UE112
- 2016 UJ112
- 2016 UL112
- 2016 UM112
- 2016 UN112
- 2016 UO112
- 2016 UQ112
- 2016 UR112
- 2016 US112
- 2016 UU112
- 2016 UV112
- 2016 UW112
- 2016 UA113
- 2016 UB113
- 2016 UC113
- 2016 UD113
- 2016 UF113
- 2016 UG113
- 2016 UH113
- 2016 UJ113
- 2016 UK113
- 2016 UL113
- 2016 UN113
- 2016 UT113
- 2016 UW113
- 2016 UZ113
- 2016 UB114
- 2016 UD114
- 2016 UE114
- 2016 UF114
- 2016 UG114
- 2016 UH114
- 2016 UJ114
- 2016 UK114
- 2016 UL114
- 2016 UO114
- 2016 UP114
- 2016 UR114
- 2016 UT114
- 2016 UU114
- 2016 UV114
- 2016 UW114
- 2016 UX114
- 2016 UY114
- 2016 UA115
- 2016 UB115
- 2016 UF115
- 2016 UH115
- 2016 UJ115
- 2016 UL115
- 2016 UN115
- 2016 UO115
- 2016 UR115
- 2016 US115
- 2016 UU115
- 2016 UV115
- 2016 UW115
- 2016 UX115
- 2016 UY115
- 2016 UZ115
- 2016 UB116
- 2016 UD116
- 2016 UH116
- 2016 UJ116
- 2016 UK116
- 2016 UM116
- 2016 UN116
- 2016 UP116
- 2016 UQ116
- 2016 UU116
- 2016 UW116
- 2016 UZ116
- 2016 UA117
- 2016 UD117
- 2016 UE117
- 2016 UF117
- 2016 UK117
- 2016 UN117
- 2016 UO117
- 2016 UQ117
- 2016 UT117
- 2016 UU117
- 2016 UV117
- 2016 UZ117
- 2016 UB118
- 2016 UC118
- 2016 UD118
- 2016 UE118
- 2016 UF118
- 2016 UG118
- 2016 UH118
- 2016 UL118
- 2016 UM118
- 2016 UO118
- 2016 UP118
- 2016 US118
- 2016 UU118
- 2016 UV118
- 2016 UY118
- 2016 UZ118
- 2016 UA119
- 2016 UC119
- 2016 UG119
- 2016 UP119
- 2016 UQ119
- 2016 UR119
- 2016 US119
- 2016 UT119
- 2016 UV119
- 2016 UW119
- 2016 UX119
- 2016 UZ119
- 2016 UA120
- 2016 UC120
- 2016 UG120
- 2016 UJ120
- 2016 UM120
- 2016 UO120
- 2016 UQ120
- 2016 UR120
- 2016 US120
- 2016 UT120
- 2016 UU120
- 2016 UV120
- 2016 UW120
- 2016 UA121
- 2016 UB121
- 2016 UD121
- 2016 UE121
- 2016 UF121
- 2016 UJ121
- 2016 UL121
- 2016 UN121
- 2016 UO121
- 2016 UR121
- 2016 UU121
- 2016 UV121
- 2016 UW121
- 2016 UX121
- 2016 UY121
- 2016 UZ121
- 2016 UA122
- 2016 UC122
- 2016 UD122
- 2016 UH122
- 2016 UK122
- 2016 UP122
- 2016 UR122
- 2016 US122
- 2016 UW122
- 2016 UG123
- 2016 UH123
- 2016 UK123
- 2016 UM123
- 2016 UN123
- 2016 UO123
- 2016 UR123
- 2016 UT123
- 2016 UV123
- 2016 UX123
- 2016 UD124
- 2016 UG124
- 2016 UM124
- 2016 UN124
- 2016 UO124
- 2016 UP124
- 2016 UQ124
- 2016 US124
- 2016 UT124
- 2016 UU124
- 2016 UV124
- 2016 UX124
- 2016 UY124
- 2016 UZ124
- 2016 UA125
- 2016 UB125
- 2016 UF125
- 2016 UG125
- 2016 UH125
- 2016 UK125
- 2016 UL125
- 2016 UM125
- 2016 UN125
- 2016 UO125
- 2016 UQ125
- 2016 UR125
- 2016 UV125
- 2016 UW125
- 2016 UY125
- 2016 UZ125
- 2016 UA126
- 2016 UB126
- 2016 UC126
- 2016 UD126
- 2016 UE126
- 2016 UG126
- 2016 UH126
- 2016 UJ126
- 2016 UK126
- 2016 UL126
- 2016 UM126
- 2016 UN126
- 2016 UO126
- 2016 UP126
- 2016 UQ126
- 2016 UR126
- 2016 US126
- 2016 UU126
- 2016 UW126
- 2016 UX126
- 2016 UY126
- 2016 UB127
- 2016 UC127
- 2016 UD127
- 2016 UF127
- 2016 UG127
- 2016 UJ127
- 2016 UL127
- 2016 UM127
- 2016 UN127
- 2016 UO127
- 2016 US127
- 2016 UU127
- 2016 UV127
- 2016 UY127
- 2016 UA128
- 2016 UC128
- 2016 UD128
- 2016 UE128
- 2016 UG128
- 2016 UJ128
- 2016 UN128
- 2016 UO128
- 2016 UP128
- 2016 UQ128
- 2016 UR128
- 2016 US128
- 2016 UT128
- 2016 UW128
- 2016 UX128
- 2016 UB129
- 2016 UC129
- 2016 UD129
- 2016 UE129
- 2016 UF129
- 2016 UG129
- 2016 UH129
- 2016 UJ129
- 2016 UK129
- 2016 UL129
- 2016 UM129
- 2016 UO129
- 2016 UP129
- 2016 UQ129
- 2016 US129
- 2016 UT129
- 2016 UV129
- 2016 UW129
- 2016 UY129
- 2016 UB130
- 2016 UD130
- 2016 UF130
- 2016 UG130
- 2016 UH130
- 2016 UJ130
- 2016 UK130
- 2016 UL130
- 2016 UN130
- 2016 UO130
- 2016 UP130
- 2016 US130
- 2016 UU130
- 2016 UW130
- 2016 UX130
- 2016 UY130
- 2016 UZ130
- 2016 UA131
- 2016 UB131
- 2016 UC131
- 2016 UD131
- 2016 UE131
- 2016 UF131
- 2016 UH131
- 2016 UJ131
- 2016 UK131
- 2016 UM131
- 2016 UN131
- 2016 UO131
- 2016 UQ131
- 2016 US131
- 2016 UU131
- 2016 UV131
- 2016 UX131
- 2016 UZ131
- 2016 UB132
- 2016 UD132
- 2016 UE132
- 2016 UF132
- 2016 UG132
- 2016 UH132
- 2016 UK132
- 2016 UL132
- 2016 UM132
- 2016 UN132
- 2016 UO132
- 2016 UP132
- 2016 UQ132
- 2016 UR132
- 2016 US132
- 2016 UT132
- 2016 UV132
- 2016 UW132
- 2016 UX132
- 2016 UZ132
- 2016 UA133
- 2016 UC133
- 2016 UD133
- 2016 UE133
- 2016 UG133
- 2016 UH133
- 2016 UK133
- 2016 UL133
- 2016 UM133
- 2016 UN133
- 2016 UO133
- 2016 UP133
- 2016 UQ133
- 2016 US133
- 2016 UU133
- 2016 UV133
- 2016 UW133
- 2016 UX133
- 2016 UB134
- 2016 UC134
- 2016 UD134
- 2016 UE134
- 2016 UG134
- 2016 UH134
- 2016 UJ134
- 2016 UK134
- 2016 UL134
- 2016 UN134
- 2016 UO134
- 2016 UQ134
- 2016 UR134
- 2016 UT134
- 2016 UV134
- 2016 UX134
- 2016 UZ134
- 2016 UB135
- 2016 UE135
- 2016 UG135
- 2016 UL135
- 2016 UW135
- 2016 UY135
- 2016 UA136
- 2016 UB136
- 2016 UC136
- 2016 UD136
- 2016 UE136
- 2016 UM136
- 2016 UO136
- 2016 UQ136
- 2016 UR136
- 2016 US136
- 2016 UT136
- 2016 UW136
- 2016 UX136
- 2016 UZ136
- 2016 UA137
- 2016 UD137
- 2016 UF137
- 2016 UG137
- 2016 UJ137
- 2016 UK137
- 2016 UM137
- 2016 UN137
- 2016 UO137
- 2016 UQ137
- 2016 UW137
- 2016 UX137
- 2016 UY137
- 2016 UZ137
- 2016 UC138
- 2016 UE138
- 2016 UF138
- 2016 UG138
- 2016 UH138
- 2016 US138
- 2016 UT138
- 2016 UU138
- 2016 UV138
- 2016 UY138
- 2016 UA139
- 2016 UB139
- 2016 UE139
- 2016 UJ139
- 2016 UN139
- 2016 UO139
- 2016 UA140
- 2016 UB140
- 2016 UC140
- 2016 UD140
- 2016 UE140
- 2016 UF140
- 2016 UG140
- 2016 UH140
- 2016 UK140
- 2016 UL140
- 2016 UM140
- 2016 UO140
- 2016 UQ140
- 2016 UR140
- 2016 US140
- 2016 UT140
- 2016 UV140
- 2016 UB141
- 2016 UD141
- 2016 UE141
- 2016 UH141
- 2016 UL141
- 2016 UN141
- 2016 UP141
- 2016 UR141
- 2016 UT141
- 2016 UV141
- 2016 UX141
- 2016 UZ141
- 2016 UA142
- 2016 UD142
- 2016 UE142
- 2016 UG142
- 2016 UH142
- 2016 UQ142
- 2016 UV142
- 2016 UX142
- 2016 UD143
- 2016 UJ143
- 2016 UO143
- 2016 US143
- 2016 UU143
- 2016 UW143
- 2016 UX143
- 2016 UG144
- 2016 UN144
- 2016 UY144
- 2016 UZ144
- 2016 UA145
- 2016 UH145
- 2016 UM145
- 2016 UN145
- 2016 UQ145
- 2016 UU145
- 2016 UV145
- 2016 UC146
- 2016 UN146
- 2016 UR146
- 2016 US146
- 2016 UB147
- 2016 UN147
- 2016 UQ147
- 2016 UR147
- 2016 US147
- 2016 UZ147
- 2016 UT149
- 2016 UV149
- 2016 UW149
- 2016 UX149
- 2016 UY149
- 2016 UZ149
- 2016 UD150
- 2016 UE150
- 2016 UF150
- 2016 UH150
- 2016 UK150
- 2016 UM150
- 2016 UP150
- 2016 UT150
- 2016 UU150
- 2016 UV150
- 2016 UX150
- 2016 UY150
- 2016 UZ150
- 2016 UA151
- 2016 UB151
- 2016 UC151
- 2016 UE151
- 2016 UF151
- 2016 UG151
- 2016 UH151
- 2016 UJ151
- 2016 UL151
- 2016 UM151
- 2016 UN151
- 2016 UO151
- 2016 UP151
- 2016 UQ151
- 2016 UR151
- 2016 UT151
- 2016 UU151
- 2016 UV151
- 2016 UX151
- 2016 UY151
- 2016 UZ151
- 2016 UA152
- 2016 UB152
- 2016 UC152
- 2016 UD152
- 2016 UF152
- 2016 UG152
- 2016 UH152
- 2016 UJ152
- 2016 UK152
- 2016 UL152
- 2016 UM152
- 2016 UN152
- 2016 UO152
- 2016 UP152
- 2016 UQ152
- 2016 UR152
- 2016 US152
- 2016 UT152
- 2016 UU152
- 2016 UV152
- 2016 UW152
- 2016 UX152
- 2016 UY152
- 2016 UZ152
- 2016 UA153
- 2016 UB153
- 2016 UC153
- 2016 UD153
- 2016 UE153
- 2016 UF153
- 2016 UG153
- 2016 UH153
- 2016 UJ153
- 2016 UK153
- 2016 UL153
- 2016 UM153
- 2016 UN153
- 2016 UO153
- 2016 UP153
- 2016 UQ153
- 2016 UR153
- 2016 US153
- 2016 UT153
- 2016 UU153
- 2016 UX153
- 2016 UZ153
- 2016 UA154
- 2016 UC154
- 2016 UD154
- 2016 UG154
- 2016 UH154
- 2016 UJ154
- 2016 UK154
- 2016 UL154
- 2016 UM154
- 2016 UN154
- 2016 UO154
- 2016 UP154
- 2016 UQ154
- 2016 UR154
- 2016 US154
- 2016 UT154
- 2016 UU154
- 2016 UV154
- 2016 UW154
- 2016 UX154
- 2016 UY154
- 2016 UZ154
- 2016 UB155
- 2016 UC155
- 2016 UD155
- 2016 UE155
- 2016 UF155
- 2016 UG155
- 2016 UH155
- 2016 UK155
- 2016 UL155
- 2016 UM155
- 2016 UN155
- 2016 UO155
- 2016 UP155
- 2016 UR155
- 2016 US155
- 2016 UT155
- 2016 UV155
- 2016 UW155
- 2016 UX155
- 2016 UY155
- 2016 UZ155
- 2016 UA156
- 2016 UB156
- 2016 UC156
- 2016 UE156
- 2016 UF156
- 2016 UH156
- 2016 UJ156
- 2016 UK156
- 2016 UL156
- 2016 UN156
- 2016 UP156
- 2016 UQ156
- 2016 US156
- 2016 UT156
- 2016 UV156
- 2016 UY156
- 2016 UZ156
- 2016 UB157
- 2016 UC157
- 2016 UD157
- 2016 UE157
- 2016 UF157
- 2016 UH157
- 2016 UJ157
- 2016 UK157
- 2016 UL157
- 2016 UM157
- 2016 UN157
- 2016 UO157
- 2016 UP157
- 2016 UQ157
- 2016 UR157
- 2016 US157
- 2016 UT157
- 2016 UU157
- 2016 UV157
- 2016 UW157
- 2016 UX157
- 2016 UZ157
- 2016 UA158
- 2016 UB158
- 2016 UE158
- 2016 UF158
- 2016 UG158
- 2016 UH158
- 2016 UJ158
- 2016 UK158
- 2016 UL158
- 2016 UN158
- 2016 UO158
- 2016 UP158
- 2016 UR158
- 2016 US158
- 2016 UT158
- 2016 UX158
- 2016 UY158
- 2016 UZ158
- 2016 UA159
- 2016 UB159
- 2016 UC159
- 2016 UH159
- 2016 UJ159
- 2016 UM159
- 2016 UN159
- 2016 UO159
- 2016 UP159
- 2016 UQ159
- 2016 UR159
- 2016 US159
- 2016 UT159
- 2016 UU159
- 2016 UV159
- 2016 UW159
- 2016 UX159
- 2016 UY159
- 2016 UZ159
- 2016 UA160
- 2016 UC160
- 2016 UD160
- 2016 UE160
- 2016 UG160
- 2016 UH160
- 2016 UK160
- 2016 UL160
- 2016 UM160
- 2016 UN160
- 2016 UO160
- 2016 UQ160
- 2016 UR160
- 2016 US160
- 2016 UT160
- 2016 UU160
- 2016 UV160
- 2016 UX160
- 2016 UY160
- 2016 UZ160
- 2016 UA161
- 2016 UB161
- 2016 UC161
- 2016 UD161
- 2016 UE161
- 2016 UF161
- 2016 UG161
- 2016 UH161
- 2016 UK161
- 2016 UL161
- 2016 UM161
- 2016 UN161
- 2016 UQ161
- 2016 UR161
- 2016 UT161
- 2016 UU161
- 2016 UV161
- 2016 UW161
- 2016 UA162
- 2016 UB162
- 2016 UC162
- 2016 UE162
- 2016 UF162
- 2016 UH162
- 2016 UJ162
- 2016 UK162
- 2016 UL162
- 2016 UM162
- 2016 UN162
- 2016 UO162
- 2016 UP162
- 2016 UQ162
- 2016 UR162
- 2016 US162
- 2016 UT162
- 2016 UU162
- 2016 UW162
- 2016 UX162
- 2016 UY162
- 2016 UA163
- 2016 UB163
- 2016 UC163
- 2016 UD163
- 2016 UE163
- 2016 UF163
- 2016 UG163
- 2016 UJ163
- 2016 UK163
- 2016 UL163
- 2016 UM163
- 2016 UN163
- 2016 UO163
- 2016 UQ163
- 2016 US163
- 2016 UT163
- 2016 UU163
- 2016 UW163
- 2016 UX163
- 2016 UZ163
- 2016 UA164
- 2016 UC164
- 2016 UD164
- 2016 UE164
- 2016 UF164
- 2016 UH164
- 2016 UJ164
- 2016 UK164
- 2016 UL164
- 2016 UM164
- 2016 UN164
- 2016 US164
- 2016 UT164
- 2016 UV164
- 2016 UW164
- 2016 UX164
- 2016 UZ164
- 2016 UA165
- 2016 UB165
- 2016 UC165
- 2016 UD165
- 2016 UE165
- 2016 UF165
- 2016 UG165
- 2016 UH165
- 2016 UJ165
- 2016 UL165
- 2016 UM165
- 2016 UN165
- 2016 UO165
- 2016 UP165
- 2016 UR165
- 2016 US165
- 2016 UT165
- 2016 UU165
- 2016 UV165
- 2016 UW165
- 2016 UX165
- 2016 UY165
- 2016 UB166
- 2016 UC166
- 2016 UD166
- 2016 UE166
- 2016 UF166
- 2016 UG166
- 2016 UJ166
- 2016 UK166
- 2016 UL166
- 2016 UM166
- 2016 UN166
- 2016 UO166
- 2016 UP166
- 2016 UQ166
- 2016 UR166
- 2016 UU166
- 2016 UV166
- 2016 UW166
- 2016 UX166
- 2016 UZ166
- 2016 UB167
- 2016 UC167
- 2016 UD167
- 2016 UE167
- 2016 UF167
- 2016 UG167
- 2016 UH167
- 2016 UK167
- 2016 UL167
- 2016 UM167
- 2016 UN167
- 2016 UO167
- 2016 UQ167
- 2016 UR167
- 2016 US167
- 2016 UU167
- 2016 UV167
- 2016 UW167
- 2016 UY167
- 2016 UZ167
- 2016 UB168
- 2016 UC168
- 2016 UD168
- 2016 UE168
- 2016 UF168
- 2016 UH168
- 2016 UJ168
- 2016 UK168
- 2016 UM168
- 2016 UN168
- 2016 UO168
- 2016 UP168
- 2016 UQ168
- 2016 UR168
- 2016 US168
- 2016 UT168
- 2016 UU168
- 2016 UV168
- 2016 UW168
- 2016 UX168
- 2016 UZ168
- 2016 UB169
- 2016 UC169
- 2016 UD169
- 2016 UE169
- 2016 UG169
- 2016 UH169
- 2016 UJ169
- 2016 UK169
- 2016 UL169
- 2016 UM169
- 2016 UN169
- 2016 UO169
- 2016 UP169
- 2016 UQ169
- 2016 US169
- 2016 UU169
- 2016 UV169
- 2016 UW169
- 2016 UX169
- 2016 UZ169
- 2016 UA170
- 2016 UB170
- 2016 UC170
- 2016 UE170
- 2016 UF170
- 2016 UG170
- 2016 UH170
- 2016 UJ170
- 2016 UK170
- 2016 UL170
- 2016 UM170
- 2016 UN170
- 2016 UO170
- 2016 UP170
- 2016 UQ170
- 2016 US170
- 2016 UT170
- 2016 UU170
- 2016 UV170
- 2016 UW170
- 2016 UX170
- 2016 UA171
- 2016 UB171
- 2016 UC171
- 2016 UD171
- 2016 UF171
- 2016 UG171
- 2016 UH171
- 2016 UJ171
- 2016 UK171
- 2016 UL171
- 2016 UM171
- 2016 UN171
- 2016 UO171
- 2016 UP171
- 2016 UQ171
- 2016 UR171
- 2016 US171
- 2016 UT171
- 2016 UV171
- 2016 UW171
- 2016 UZ171
- 2016 UA172
- 2016 UB172
- 2016 UC172
- 2016 UD172
- 2016 UE172
- 2016 UG172
- 2016 UH172
- 2016 UJ172
- 2016 UL172
- 2016 UM172
- 2016 UN172
- 2016 UO172
- 2016 UP172
- 2016 UQ172
- 2016 UR172
- 2016 UT172
- 2016 UU172
- 2016 UW172
- 2016 UX172
- 2016 UY172
- 2016 UZ172
- 2016 UA173
- 2016 UC173
- 2016 UD173
- 2016 UE173
- 2016 UF173
- 2016 UH173
- 2016 UK173
- 2016 UL173
- 2016 UN173
- 2016 UO173
- 2016 UP173
- 2016 UQ173
- 2016 UR173
- 2016 US173
- 2016 UT173
- 2016 UU173
- 2016 UV173
- 2016 UW173
- 2016 UX173
- 2016 UY173
- 2016 UZ173
- 2016 UA174
- 2016 UB174
- 2016 UC174
- 2016 UD174
- 2016 UE174
- 2016 UF174
- 2016 UG174
- 2016 UH174
- 2016 UJ174
- 2016 UK174
- 2016 UL174
- 2016 UM174
- 2016 UO174
- 2016 UP174
- 2016 UQ174
- 2016 UR174
- 2016 US174
- 2016 UT174
- 2016 UU174
- 2016 UV174
- 2016 UW174
- 2016 UX174
- 2016 UZ174
- 2016 UA175
- 2016 UB175
- 2016 UC175
- 2016 UD175
- 2016 UE175
- 2016 UF175
- 2016 UG175
- 2016 UH175
- 2016 UL175
- 2016 UM175
- 2016 UO175
- 2016 UQ175
- 2016 UR175
- 2016 UT175
- 2016 UW175
- 2016 UX175
- 2016 UY175
- 2016 UB176
- 2016 UC176
- 2016 UD176
- 2016 UF176
- 2016 UH176
- 2016 UJ176
- 2016 UK176
- 2016 UL176
- 2016 UM176
- 2016 UN176
- 2016 UO176
- 2016 UP176
- 2016 UQ176
- 2016 UR176
- 2016 US176
- 2016 UT176
- 2016 UU176
- 2016 UV176
- 2016 UW176
- 2016 UZ176
- 2016 UA177
- 2016 UB177
- 2016 UC177
- 2016 UD177
- 2016 UE177
- 2016 UF177
- 2016 UG177
- 2016 UH177
- 2016 UJ177
- 2016 UL177
- 2016 UM177
- 2016 UN177
- 2016 UP177
- 2016 UQ177
- 2016 UT177
- 2016 UU177
- 2016 UV177
- 2016 UW177
- 2016 UX177
- 2016 UZ177
- 2016 UA178
- 2016 UB178
- 2016 UC178
- 2016 UD178
- 2016 UE178
- 2016 UF178
- 2016 UG178
- 2016 UH178
- 2016 UK178
- 2016 UL178
- 2016 UP178
- 2016 UR178
- 2016 US178
- 2016 UT178
- 2016 UU178
- 2016 UV178
- 2016 UW178
- 2016 UY178
- 2016 UZ178
- 2016 UA179
- 2016 UB179
- 2016 UC179
- 2016 UD179
- 2016 UF179
- 2016 UH179
- 2016 UJ179
- 2016 UK179
- 2016 UM179
- 2016 UN179
- 2016 UO179
- 2016 UP179
- 2016 UQ179
- 2016 US179
- 2016 UU179
- 2016 UV179
- 2016 UX179
- 2016 UY179
- 2016 UZ179
- 2016 UA180
- 2016 UB180
- 2016 UC180
- 2016 UD180
- 2016 UE180
- 2016 UF180
- 2016 UG180
- 2016 UH180
- 2016 UJ180
- 2016 UK180
- 2016 UL180
- 2016 UM180
- 2016 UN180
- 2016 UO180
- 2016 UP180
- 2016 UQ180
- 2016 UR180
- 2016 US180
- 2016 UT180
- 2016 UU180
- 2016 UV180
- 2016 UW180
- 2016 UX180
- 2016 UY180
- 2016 UZ180
- 2016 UA181
- 2016 UB181
- 2016 UC181
- 2016 UE181
- 2016 UF181
- 2016 UH181
- 2016 UJ181
- 2016 UK181
- 2016 UL181
- 2016 UM181
- 2016 UN181
- 2016 UP181
- 2016 UQ181
- 2016 UR181
- 2016 US181
- 2016 UT181
- 2016 UU181
- 2016 UV181
- 2016 UW181
- 2016 UX181
- 2016 UY181
- 2016 UZ181
- 2016 UB182
- 2016 UC182
- 2016 UD182
- 2016 UE182
- 2016 UF182
- 2016 UG182
- 2016 UJ182
- 2016 UK182
- 2016 UL182
- 2016 UM182
- 2016 UN182
- 2016 UO182
- 2016 UP182
- 2016 UQ182
- 2016 UR182
- 2016 US182
- 2016 UT182
- 2016 UU182
- 2016 UV182
- 2016 UX182
- 2016 UY182
- 2016 UZ182
- 2016 UA183
- 2016 UB183
- 2016 UC183
- 2016 UD183
- 2016 UE183
- 2016 UF183
- 2016 UG183
- 2016 UH183
- 2016 UJ183
- 2016 UK183
- 2016 UL183
- 2016 UM183
- 2016 UN183
- 2016 UO183
- 2016 UP183
- 2016 UQ183
- 2016 UR183
- 2016 US183
- 2016 UT183
- 2016 UV183
- 2016 UW183
- 2016 UX183
- 2016 UY183
- 2016 UA184
- 2016 UC184
- 2016 UD184
- 2016 UE184
- 2016 UF184
- 2016 UG184
- 2016 UH184
- 2016 UJ184
- 2016 UK184
- 2016 UL184
- 2016 UM184
- 2016 UN184
- 2016 UO184
- 2016 UP184
- 2016 UQ184
- 2016 UR184
- 2016 UT184
- 2016 UU184
- 2016 UV184
- 2016 UW184
- 2016 UY184
- 2016 UZ184
- 2016 UA185
- 2016 UB185
- 2016 UD185
- 2016 UE185
- 2016 UF185
- 2016 UG185
- 2016 UJ185
- 2016 UK185
- 2016 UL185
- 2016 UM185
- 2016 UN185
- 2016 UP185
- 2016 UQ185
- 2016 UR185
- 2016 US185
- 2016 UT185
- 2016 UU185
- 2016 UV185
- 2016 UW185
- 2016 UX185
- 2016 UY185
- 2016 UA186
- 2016 UB186
- 2016 UC186
- 2016 UF186
- 2016 UG186
- 2016 UJ186
- 2016 UK186
- 2016 UL186
- 2016 UM186
- 2016 UN186
- 2016 UO186
- 2016 UP186
- 2016 UR186
- 2016 UT186
- 2016 UU186
- 2016 UV186
- 2016 UW186
- 2016 UX186
- 2016 UY186
- 2016 UZ186
- 2016 UA187
- 2016 UB187
- 2016 UC187
- 2016 UD187
- 2016 UF187
- 2016 UG187
- 2016 UH187
- 2016 UJ187
- 2016 UM187
- 2016 UN187
- 2016 UO187
- 2016 UP187
- 2016 UQ187
- 2016 UR187
- 2016 US187
- 2016 UU187
- 2016 UV187
- 2016 UW187
- 2016 UX187
- 2016 UZ187
- 2016 UB188
- 2016 UC188
- 2016 UD188
- 2016 UE188
- 2016 UF188
- 2016 UG188
- 2016 UH188
- 2016 UJ188
- 2016 UN188
- 2016 UP188
- 2016 UR188
- 2016 US188
- 2016 UT188
- 2016 UU188
- 2016 UV188
- 2016 UY188
- 2016 UZ188
- 2016 UA189
- 2016 UB189
- 2016 UC189
- 2016 UD189
- 2016 UF189
- 2016 UG189
- 2016 UH189
- 2016 UJ189
- 2016 UK189
- 2016 UL189
- 2016 UM189
- 2016 UN189
- 2016 UO189
- 2016 UP189
- 2016 UQ189
- 2016 UR189
- 2016 US189
- 2016 UU189
- 2016 UV189
- 2016 UX189
- 2016 UY189
- 2016 UZ189
- 2016 UA190
- 2016 UB190
- 2016 UC190
- 2016 UD190
- 2016 UE190
- 2016 UF190
- 2016 UG190
- 2016 UH190
- 2016 UJ190
- 2016 UK190
- 2016 UL190
- 2016 UM190
- 2016 UN190
- 2016 UO190
- 2016 UP190
- 2016 UQ190
- 2016 UR190
- 2016 US190
- 2016 UT190
- 2016 UU190
- 2016 UV190
- 2016 UW190
- 2016 UX190
- 2016 UA191
- 2016 UB191
- 2016 UC191
- 2016 UE191
- 2016 UG191
- 2016 UH191
- 2016 UJ191
- 2016 UK191
- 2016 UL191
- 2016 UM191
- 2016 UN191
- 2016 UO191
- 2016 UP191
- 2016 UQ191
- 2016 UR191
- 2016 US191
- 2016 UT191
- 2016 UU191
- 2016 UV191
- 2016 UW191
- 2016 UX191
- 2016 UY191
- 2016 UZ191
- 2016 UA192
- 2016 UB192
- 2016 UC192
- 2016 UD192
- 2016 UE192
- 2016 UG192
- 2016 UH192
- 2016 UK192
- 2016 UL192
- 2016 UM192
- 2016 UN192
- 2016 UO192
- 2016 UP192
- 2016 UQ192
- 2016 UR192
- 2016 US192
- 2016 UT192
- 2016 UU192
- 2016 UV192
- 2016 UW192
- 2016 UX192
- 2016 UY192
- 2016 UZ192
- 2016 UA193
- 2016 UB193
- 2016 UC193
- 2016 UD193
- 2016 UE193
- 2016 UF193
- 2016 UG193
- 2016 UH193
- 2016 UK193
- 2016 UL193
- 2016 UM193
- 2016 UN193
- 2016 UO193
- 2016 UP193
- 2016 UQ193
- 2016 UR193
- 2016 US193
- 2016 UT193
- 2016 UU193
- 2016 UV193
- 2016 UW193
- 2016 UX193
- 2016 UZ193
- 2016 UA194
- 2016 UB194
- 2016 UD194
- 2016 UE194
- 2016 UF194
- 2016 UH194
- 2016 UK194
- 2016 UL194
- 2016 UO194
- 2016 UP194
- 2016 UQ194
- 2016 UR194
- 2016 US194
- 2016 UT194
- 2016 UU194
- 2016 UV194
- 2016 UW194
- 2016 UX194
- 2016 UY194
- 2016 UZ194
- 2016 UA195
- 2016 UB195
- 2016 UD195
- 2016 UE195
- 2016 UF195
- 2016 UG195
- 2016 UH195
- 2016 UJ195
- 2016 UL195
- 2016 UM195
- 2016 UN195
- 2016 UO195
- 2016 UQ195
- 2016 UR195
- 2016 US195
- 2016 UT195
- 2016 UU195
- 2016 UV195
- 2016 UW195
- 2016 UX195
- 2016 UY195
- 2016 UZ195
- 2016 UA196
- 2016 UB196
- 2016 UC196
- 2016 UD196
- 2016 UE196
- 2016 UF196
- 2016 UG196
- 2016 UH196
- 2016 UJ196
- 2016 UK196
- 2016 UM196
- 2016 UN196
- 2016 UO196
- 2016 UP196
- 2016 UQ196
- 2016 UU196
- 2016 UV196
- 2016 UW196
- 2016 UX196
- 2016 UY196
- 2016 UZ196
- 2016 UB197
- 2016 UC197
- 2016 UD197
- 2016 UE197
- 2016 UF197
- 2016 UG197
- 2016 UH197
- 2016 UJ197
- 2016 UK197
- 2016 UL197
- 2016 UM197
- 2016 UN197
- 2016 UO197
- 2016 UQ197
- 2016 UR197
- 2016 US197
- 2016 UW197
- 2016 UX197
- 2016 UY197
- 2016 UZ197
- 2016 UA198
- 2016 UB198
- 2016 UC198
- 2016 UD198
- 2016 UE198
- 2016 UF198
- 2016 UG198
- 2016 UH198
- 2016 UJ198
- 2016 UK198
- 2016 UM198
- 2016 UN198
- 2016 UO198
- 2016 UQ198
- 2016 UR198
- 2016 US198
- 2016 UT198
- 2016 UU198
- 2016 UV198
- 2016 UW198
- 2016 UX198
- 2016 UY198
- 2016 UZ198
- 2016 UA199
- 2016 UB199
- 2016 UC199
- 2016 UE199
- 2016 UF199
- 2016 UG199
- 2016 UH199
- 2016 UJ199
- 2016 UK199
- 2016 UM199
- 2016 UN199
- 2016 UO199
- 2016 UP199
- 2016 UQ199
- 2016 UR199
- 2016 US199
- 2016 UT199
- 2016 UU199
- 2016 UV199
- 2016 UW199
- 2016 UY199
- 2016 UZ199
- 2016 UA200
- 2016 UB200
- 2016 UC200
- 2016 UF200
- 2016 UG200
- 2016 UH200
- 2016 UK200
- 2016 UL200
- 2016 UM200
- 2016 UN200
- 2016 UO200
- 2016 UQ200
- 2016 US200
- 2016 UV200
- 2016 UW200
- 2016 UX200
- 2016 UY200
- 2016 UZ200
- 2016 UA201
- 2016 UB201
- 2016 UD201
- 2016 UE201
- 2016 UF201
- 2016 UG201
- 2016 UH201
- 2016 UJ201
- 2016 UK201
- 2016 UL201
- 2016 UM201
- 2016 UN201
- 2016 UO201
- 2016 UP201
- 2016 UR201
- 2016 US201
- 2016 UV201
- 2016 UW201
- 2016 UX201
- 2016 UY201
- 2016 UZ201
- 2016 UA202
- 2016 UB202
- 2016 UE202
- 2016 UF202
- 2016 UG202
- 2016 UH202
- 2016 UJ202
- 2016 UK202
- 2016 UL202
- 2016 UM202
- 2016 UN202
- 2016 UO202
- 2016 UP202
- 2016 UQ202
- 2016 UR202
- 2016 US202
- 2016 UT202
- 2016 UV202
- 2016 UX202
- 2016 UY202
- 2016 UZ202
- 2016 UA203
- 2016 UC203
- 2016 UE203
- 2016 UF203
- 2016 UG203
- 2016 UH203
- 2016 UJ203
- 2016 UL203
- 2016 UM203
- 2016 UN203
- 2016 UP203
- 2016 UQ203
- 2016 UR203
- 2016 UT203
- 2016 UU203
- 2016 UV203
- 2016 UW203
- 2016 UX203
- 2016 UY203
- 2016 UZ203
- 2016 UA204
- 2016 UC204
- 2016 UD204
- 2016 UF204
- 2016 UG204
- 2016 UH204
- 2016 UJ204
- 2016 UK204
- 2016 UL204
- 2016 UM204
- 2016 UN204
- 2016 UO204
- 2016 UP204
- 2016 UQ204
- 2016 UR204
- 2016 US204
- 2016 UT204
- 2016 UU204
- 2016 UV204
- 2016 UX204
- 2016 UY204
- 2016 UZ204
- 2016 UA205
- 2016 UB205
- 2016 UD205
- 2016 UF205
- 2016 UG205
- 2016 UH205
- 2016 UJ205
- 2016 UK205
- 2016 UM205
- 2016 UN205
- 2016 UO205
- 2016 UQ205
- 2016 US205
- 2016 UT205
- 2016 UU205
- 2016 UV205
- 2016 UW205
- 2016 UX205
- 2016 UY205
- 2016 UZ205
- 2016 UA206
- 2016 UB206
- 2016 UC206
- 2016 UD206
- 2016 UF206
- 2016 UG206
- 2016 UH206
- 2016 UK206
- 2016 UM206
- 2016 UO206
- 2016 UP206
- 2016 UQ206
- 2016 UR206
- 2016 US206
- 2016 UT206
- 2016 UU206
- 2016 UV206
- 2016 UW206
- 2016 UX206
- 2016 UY206
- 2016 UZ206
- 2016 UA207
- 2016 UB207
- 2016 UC207
- 2016 UD207
- 2016 UF207
- 2016 UJ207
- 2016 UK207
- 2016 UM207
- 2016 UN207
- 2016 UO207
- 2016 UP207
- 2016 UQ207
- 2016 UR207
- 2016 US207
- 2016 UT207
- 2016 UU207
- 2016 UV207
- 2016 UW207
- 2016 UX207
- 2016 UY207
- 2016 UA208
- 2016 UB208
- 2016 UC208
- 2016 UD208
- 2016 UE208
- 2016 UF208
- 2016 UG208
- 2016 UK208
- 2016 UL208
- 2016 UN208
- 2016 UO208
- 2016 UP208
- 2016 UQ208
- 2016 UR208
- 2016 US208
- 2016 UU208
- 2016 UW208
- 2016 UX208
- 2016 UY208
- 2016 UZ208
- 2016 UA209
- 2016 UB209
- 2016 UC209
- 2016 UD209
- 2016 UE209
- 2016 UF209
- 2016 UG209
- 2016 UH209
- 2016 UJ209
- 2016 UK209
- 2016 UM209
- 2016 UN209
- 2016 UO209
- 2016 UP209
- 2016 UQ209
- 2016 UR209
- 2016 US209
- 2016 UT209
- 2016 UX209
- 2016 UY209
- 2016 UZ209
- 2016 UA210
- 2016 UB210
- 2016 UC210
- 2016 UD210
- 2016 UE210
- 2016 UG210
- 2016 UH210
- 2016 UK210
- 2016 UL210
- 2016 UM210
- 2016 UN210
- 2016 UO210
- 2016 UP210
- 2016 UQ210
- 2016 UR210
- 2016 US210
- 2016 UT210
- 2016 UU210
- 2016 UV210
- 2016 UW210
- 2016 UX210
- 2016 UY210
- 2016 UZ210
- 2016 UA211
- 2016 UB211
- 2016 UC211
- 2016 UD211
- 2016 UE211
- 2016 UF211
- 2016 UG211
- 2016 UH211
- 2016 UJ211
- 2016 UK211
- 2016 UL211
- 2016 UM211
- 2016 UN211
- 2016 UO211
- 2016 UQ211
- 2016 UR211
- 2016 US211
- 2016 UT211
- 2016 UU211
- 2016 UV211
- 2016 UW211
- 2016 UX211
- 2016 UY211
- 2016 UZ211
- 2016 UC212
- 2016 UD212
- 2016 UE212
- 2016 UF212
- 2016 UH212
- 2016 UJ212
- 2016 UK212
- 2016 UL212
- 2016 UM212
- 2016 UN212
- 2016 UO212
- 2016 UP212
- 2016 UQ212
- 2016 UR212
- 2016 UU212
- 2016 UV212
- 2016 UX212
- 2016 UY212
- 2016 UZ212
- 2016 UA213
- 2016 UC213
- 2016 UE213
- 2016 UF213
- 2016 UG213
- 2016 UH213
- 2016 UJ213
- 2016 UK213
- 2016 UL213
- 2016 UN213
- 2016 UO213
- 2016 UP213
- 2016 UQ213
- 2016 UR213
- 2016 US213
- 2016 UT213
- 2016 UU213
- 2016 UV213
- 2016 UW213
- 2016 UX213
- 2016 UY213
- 2016 UZ213
- 2016 UA214
- 2016 UB214
- 2016 UC214
- 2016 UE214
- 2016 UG214
- 2016 UH214
- 2016 UJ214
- 2016 UK214
- 2016 UL214
- 2016 UM214
- 2016 UN214
- 2016 UO214
- 2016 UQ214
- 2016 UR214
- 2016 US214
- 2016 UU214
- 2016 UV214
- 2016 UX214
- 2016 UY214
- 2016 UZ214
- 2016 UA215
- 2016 UB215
- 2016 UC215
- 2016 UD215
- 2016 UF215
- 2016 UG215
- 2016 UH215
- 2016 UK215
- 2016 UL215
- 2016 UM215
- 2016 UN215
- 2016 UO215
- 2016 UP215
- 2016 UQ215
- 2016 UR215
- 2016 US215
- 2016 UT215
- 2016 UU215
- 2016 UV215
- 2016 UW215
- 2016 UX215
- 2016 UY215
- 2016 UZ215
- 2016 UA216
- 2016 UB216
- 2016 UC216
- 2016 UD216
- 2016 UE216
- 2016 UG216
- 2016 UH216
- 2016 UJ216
- 2016 UK216
- 2016 UM216
- 2016 UO216
- 2016 UP216
- 2016 UQ216
- 2016 UR216
- 2016 US216
- 2016 UT216
- 2016 UU216
- 2016 UV216
- 2016 UW216
- 2016 UX216
- 2016 UY216
- 2016 UZ216
- 2016 UA217
- 2016 UB217
- 2016 UC217
- 2016 UE217
- 2016 UF217
- 2016 UH217
- 2016 UJ217
- 2016 UK217
- 2016 UL217
- 2016 UM217
- 2016 UN217
- 2016 UO217
- 2016 UP217
- 2016 UQ217
- 2016 UR217
- 2016 US217
- 2016 UT217
- 2016 UU217
- 2016 UX217
- 2016 UY217
- 2016 UA218
- 2016 UB218
- 2016 UC218
- 2016 UD218
- 2016 UE218
- 2016 UF218
- 2016 UG218
- 2016 UH218
- 2016 UJ218
- 2016 UK218
- 2016 UM218
- 2016 UN218
- 2016 UO218
- 2016 UQ218
- 2016 UR218
- 2016 UT218
- 2016 UV218
- 2016 UW218
- 2016 UX218
- 2016 UY218
- 2016 UZ218
- 2016 UA219
- 2016 UB219
- 2016 UC219
- 2016 UD219
- 2016 UF219
- 2016 UG219
- 2016 UH219
- 2016 UJ219
- 2016 UK219
- 2016 UL219
- 2016 UM219
- 2016 UN219
- 2016 UO219
- 2016 UP219
- 2016 UQ219
- 2016 US219
- 2016 UT219
- 2016 UU219
- 2016 UV219
- 2016 UW219
- 2016 UX219
- 2016 UY219
- 2016 UA220
- 2016 UB220
- 2016 UC220
- 2016 UD220
- 2016 UG220
- 2016 UJ220
- 2016 UK220
- 2016 UL220
- 2016 UM220
- 2016 UO220
- 2016 UP220
- 2016 UQ220
- 2016 UR220
- 2016 US220
- 2016 UT220
- 2016 UV220
- 2016 UW220
- 2016 UX220
- 2016 UY220
- 2016 UZ220
- 2016 UA221
- 2016 UC221
- 2016 UD221
- 2016 UE221
- 2016 UF221
- 2016 UG221
- 2016 UH221
- 2016 UJ221
- 2016 UK221
- 2016 UL221
- 2016 UM221
- 2016 UP221
- 2016 UQ221
- 2016 UR221
- 2016 US221
- 2016 UT221
- 2016 UU221
- 2016 UV221
- 2016 UW221
- 2016 UX221
- 2016 UY221
- 2016 UA222
- 2016 UC222
- 2016 UD222
- 2016 UE222
- 2016 UF222
- 2016 UH222
- 2016 UJ222
- 2016 UK222
- 2016 UL222
- 2016 UN222
- 2016 UQ222
- 2016 UR222
- 2016 US222
- 2016 UU222
- 2016 UV222
- 2016 UW222
- 2016 UX222
- 2016 UY222
- 2016 UZ222
- 2016 UC223
- 2016 UD223
- 2016 UE223
- 2016 UF223
- 2016 UG223
- 2016 UH223
- 2016 UJ223
- 2016 UK223
- 2016 UL223
- 2016 UM223
- 2016 UN223
- 2016 UO223
- 2016 UP223
- 2016 UQ223
- 2016 UR223
- 2016 UU223
- 2016 UX223
- 2016 UB224
- 2016 UC224
- 2016 UD224
- 2016 UE224
- 2016 UF224
- 2016 UG224
- 2016 UH224
- 2016 UJ224
- 2016 UK224
- 2016 UM224
- 2016 UN224
- 2016 UO224
- 2016 UP224
- 2016 UQ224
- 2016 US224
- 2016 UT224
- 2016 UU224
- 2016 UV224
- 2016 UX224
- 2016 UZ224
- 2016 UA225
- 2016 UB225
- 2016 UC225
- 2016 UD225
- 2016 UE225
- 2016 UG225
- 2016 UH225
- 2016 UK225
- 2016 UM225
- 2016 UN225
- 2016 UQ225
- 2016 US225
- 2016 UT225
- 2016 UU225
- 2016 UV225
- 2016 UW225
- 2016 UX225
- 2016 UY225
- 2016 UZ225
- 2016 UA226
- 2016 UB226
- 2016 UC226
- 2016 UD226
- 2016 UE226
- 2016 UF226
- 2016 UG226
- 2016 UH226
- 2016 UJ226
- 2016 UK226
- 2016 UL226
- 2016 UM226
- 2016 UN226
- 2016 UO226
- 2016 UP226
- 2016 UQ226
- 2016 UR226
- 2016 US226
- 2016 UT226
- 2016 UV226
- 2016 UW226
- 2016 UY226
- 2016 UZ226
- 2016 UA227
- 2016 UB227
- 2016 UC227
- 2016 UD227
- 2016 UE227
- 2016 UF227
- 2016 UG227
- 2016 UH227
- 2016 UJ227
- 2016 UK227
- 2016 UL227
- 2016 UM227
- 2016 UO227
- 2016 UQ227
- 2016 UR227
- 2016 US227
- 2016 UU227
- 2016 UV227
- 2016 UW227
- 2016 UX227
- 2016 UY227
- 2016 UZ227
- 2016 UB228
- 2016 UC228
- 2016 UE228
- 2016 UG228
- 2016 UH228
- 2016 UL228
- 2016 UM228
- 2016 UO228
- 2016 UP228
- 2016 UQ228
- 2016 UR228
- 2016 US228
- 2016 UU228
- 2016 UV228
- 2016 UW228
- 2016 UX228
- 2016 UY228
- 2016 UZ228
- 2016 UA229
- 2016 UB229
- 2016 UC229
- 2016 UD229
- 2016 UE229
- 2016 UG229
- 2016 UH229
- 2016 UJ229
- 2016 UL229
- 2016 UM229
- 2016 UO229
- 2016 UP229
- 2016 UQ229
- 2016 UR229
- 2016 UU229
- 2016 UV229
- 2016 UW229
- 2016 UX229
- 2016 UY229
- 2016 UZ229
- 2016 UA230
- 2016 UB230
- 2016 UC230
- 2016 UD230
- 2016 UE230
- 2016 UF230
- 2016 UG230
- 2016 UJ230
- 2016 UL230
- 2016 UM230
- 2016 UO230
- 2016 UP230
- 2016 UR230
- 2016 US230
- 2016 UT230
- 2016 UU230
- 2016 UV230
- 2016 UW230
- 2016 UX230
- 2016 UY230
- 2016 UZ230
- 2016 UA231
- 2016 UC231
- 2016 UD231
- 2016 UE231
- 2016 UG231
- 2016 UH231
- 2016 UJ231
- 2016 UK231
- 2016 UL231
- 2016 UM231
- 2016 UN231
- 2016 UO231
- 2016 UQ231
- 2016 UR231
- 2016 US231
- 2016 UU231
- 2016 UV231
- 2016 UW231
- 2016 UX231
- 2016 UY231
- 2016 UZ231
- 2016 UA232
- 2016 UB232
- 2016 UC232
- 2016 UD232
- 2016 UE232
- 2016 UF232
- 2016 UG232
- 2016 UH232
- 2016 UJ232
- 2016 UK232
- 2016 UL232
- 2016 UM232
- 2016 UN232
- 2016 UO232
- 2016 UP232
- 2016 UQ232
- 2016 UR232
- 2016 US232
- 2016 UT232
- 2016 UU232
- 2016 UV232
- 2016 UW232
- 2016 UX232
- 2016 UY232
- 2016 UZ232
- 2016 UA233
- 2016 UB233
- 2016 UC233
- 2016 UD233
- 2016 UE233
- 2016 UF233
- 2016 UG233
- 2016 UH233
- 2016 UK233
- 2016 UM233
- 2016 UN233
- 2016 UO233
- 2016 UQ233
- 2016 UR233
- 2016 US233
- 2016 UT233
- 2016 UU233
- 2016 UV233
- 2016 UW233
- 2016 UX233
- 2016 UY233
- 2016 UZ233
- 2016 UA234
- 2016 UE234
- 2016 UF234
- 2016 UG234
- 2016 UH234
- 2016 UJ234
- 2016 UK234
- 2016 UN234
- 2016 UO234
- 2016 UQ234
- 2016 US234
- 2016 UU234
- 2016 UV234
- 2016 UY234
- 2016 UZ234
- 2016 UA235
- 2016 UB235
- 2016 UC235
- 2016 UD235
- 2016 UE235
- 2016 UF235
- 2016 UG235
- 2016 UH235
- 2016 UJ235
- 2016 UK235
- 2016 UL235
- 2016 UN235
- 2016 UP235
- 2016 UQ235
- 2016 UR235
- 2016 US235
- 2016 UT235
- 2016 UU235
- 2016 UV235
- 2016 UW235
- 2016 UX235
- 2016 UY235
- 2016 UZ235
- 2016 UB236
- 2016 UC236
- 2016 UD236
- 2016 UE236
- 2016 UF236
- 2016 UG236
- 2016 UH236
- 2016 UJ236
- 2016 UK236
- 2016 UL236
- 2016 UM236
- 2016 UN236
- 2016 UP236
- 2016 UQ236
- 2016 UR236
- 2016 US236
- 2016 UT236
- 2016 UU236
- 2016 UV236
- 2016 UW236
- 2016 UX236
- 2016 UY236
- 2016 UZ236
- 2016 UA237
- 2016 UB237
- 2016 UC237
- 2016 UD237
- 2016 UE237
- 2016 UF237
- 2016 UH237
- 2016 UJ237
- 2016 UL237
- 2016 UM237
- 2016 UN237
- 2016 UO237
- 2016 UP237
- 2016 UQ237
- 2016 US237
- 2016 UT237
- 2016 UU237
- 2016 UV237
- 2016 UX237
- 2016 UY237
- 2016 UZ237
- 2016 UA238
- 2016 UB238
- 2016 UC238
- 2016 UD238
- 2016 UE238
- 2016 UF238
- 2016 UH238
- 2016 UJ238
- 2016 UK238
- 2016 UM238
- 2016 UN238
- 2016 UO238
- 2016 UP238
- 2016 UQ238
- 2016 US238
- 2016 UT238
- 2016 UU238
- 2016 UW238
- 2016 UZ238
- 2016 UA239
- 2016 UC239
- 2016 UF239
- 2016 UG239
- 2016 UH239
- 2016 UJ239
- 2016 UK239
- 2016 UL239
- 2016 UM239
- 2016 UN239
- 2016 UO239
- 2016 UP239
- 2016 UR239
- 2016 US239
- 2016 UW239
- 2016 UX239
- 2016 UY239
- 2016 UZ239
- 2016 UB240
- 2016 UC240
- 2016 UD240
- 2016 UE240
- 2016 UF240
- 2016 UG240
- 2016 UH240
- 2016 UK240
- 2016 UM240
- 2016 UN240
- 2016 UO240
- 2016 UP240
- 2016 UQ240
- 2016 UR240
- 2016 UT240
- 2016 UU240
- 2016 UV240
- 2016 UW240
- 2016 UX240
- 2016 UY240
- 2016 UA241
- 2016 UB241
- 2016 UC241
- 2016 UD241
- 2016 UE241
- 2016 UF241
- 2016 UG241
- 2016 UH241
- 2016 UK241
- 2016 UL241
- 2016 UM241
- 2016 UN241
- 2016 UO241
- 2016 UP241
- 2016 UQ241
- 2016 UR241
- 2016 US241
- 2016 UT241
- 2016 UU241
- 2016 UV241
- 2016 UW241
- 2016 UX241
- 2016 UA242
- 2016 UB242
- 2016 UD242
- 2016 UE242
- 2016 UF242
- 2016 UG242
- 2016 UH242
- 2016 UJ242
- 2016 UK242
- 2016 UL242
- 2016 UM242
- 2016 UN242
- 2016 UO242
- 2016 UP242
- 2016 UQ242
- 2016 UR242
- 2016 US242
- 2016 UT242
- 2016 UU242
- 2016 UX242
- 2016 UY242
- 2016 UA243
- 2016 UB243
- 2016 UC243
- 2016 UD243
- 2016 UE243
- 2016 UF243
- 2016 UG243
- 2016 UH243
- 2016 UJ243
- 2016 UK243
- 2016 UM243
- 2016 UN243
- 2016 UP243
- 2016 UQ243
- 2016 UR243
- 2016 US243
- 2016 UT243
- 2016 UU243
- 2016 UV243
- 2016 UW243
- 2016 UY243
- 2016 UZ243
- 2016 UA244
- 2016 UB244
- 2016 UC244
- 2016 UD244
- 2016 UE244
- 2016 UF244
- 2016 UG244
- 2016 UH244
- 2016 UJ244
- 2016 UK244
- 2016 UL244
- 2016 UM244
- 2016 UN244
- 2016 UO244
- 2016 UP244
- 2016 UQ244
- 2016 UR244
- 2016 US244
- 2016 UT244
- 2016 UU244
- 2016 UV244
- 2016 UX244
- 2016 UY244
- 2016 UA245
- 2016 UB245
- 2016 UC245
- 2016 UD245
- 2016 UF245
- 2016 UH245
- 2016 UJ245
- 2016 UL245
- 2016 UM245
- 2016 UO245
- 2016 UP245
- 2016 UQ245
- 2016 UR245
- 2016 US245
- 2016 UT245
- 2016 UU245
- 2016 UV245
- 2016 UW245
- 2016 UX245
- 2016 UY245
- 2016 UZ245
- 2016 UA246
- 2016 UB246
- 2016 UC246
- 2016 UD246
- 2016 UE246
- 2016 UF246
- 2016 UG246
- 2016 UH246
- 2016 UJ246
- 2016 UL246
- 2016 UN246
- 2016 UP246
- 2016 US246
- 2016 UT246
- 2016 UU246
- 2016 UX246
- 2016 UY246
- 2016 UZ246
- 2016 UA247
- 2016 UC247
- 2016 UF247
- 2016 UH247
- 2016 UK247
- 2016 UM247
- 2016 UN247
- 2016 UP247
- 2016 UA248
- 2016 UC248
- 2016 UG248
- 2016 UK248
- 2016 UL248
- 2016 UM248
- 2016 UO248
- 2016 UP248
- 2016 UR248
- 2016 US248
- 2016 UT248
- 2016 UW248
- 2016 UY248
- 2016 UZ248
- 2016 UE249
- 2016 UG249
- 2016 UH249
- 2016 UJ249
- 2016 UK249
- 2016 UN249
- 2016 UO249
- 2016 UP249
- 2016 UQ249
- 2016 US249
- 2016 UU249
- 2016 UV249
- 2016 UW249
- 2016 UX249
- 2016 UY249
- 2016 UZ249
- 2016 UA250
- 2016 UB250
- 2016 UC250
- 2016 UD250
- 2016 UE250
- 2016 UG250
- 2016 UH250
- 2016 UJ250
- 2016 UK250
- 2016 UL250
- 2016 UO250
- 2016 US250
- 2016 UT250
- 2016 UU250
- 2016 UV250
- 2016 UX250
- 2016 UY250
- 2016 UA251
- 2016 UC251
- 2016 UD251
- 2016 UE251
- 2016 UF251
- 2016 UJ251
- 2016 UP251
- 2016 UQ251
- 2016 UC252
- 2016 UD252
- 2016 UF252
- 2016 UM252
- 2016 UO252
- 2016 UQ252
- 2016 UR252
- 2016 UT252
- 2016 UU252
- 2016 UV252
- 2016 UW252
- 2016 UY252
- 2016 UZ252
- 2016 UB253
- 2016 UC253
- 2016 UD253
- 2016 UE253
- 2016 UF253
- 2016 UH253
- 2016 UJ253
- 2016 UK253
- 2016 UL253
- 2016 UM253
- 2016 UN253
- 2016 UO253
- 2016 UQ253
- 2016 UR253
- 2016 UV253
- 2016 UW253
- 2016 UX253
- 2016 UZ253
- 2016 UD254
- 2016 UF254
- 2016 UG254
- 2016 UH254
- 2016 UJ254
- 2016 UK254
- 2016 UL254
- 2016 UM254
- 2016 UN254
- 2016 UR254
- 2016 US254
- 2016 UT254
- 2016 UV254
- 2016 UX254
- 2016 UY254
- 2016 UZ254
- 2016 UA255
- 2016 UD255
- 2016 UE255
- 2016 UF255
- 2016 UG255
- 2016 UJ255
- 2016 UK255
- 2016 UL255
- 2016 UM255
- 2016 UN255
- 2016 UO255
- 2016 UP255
- 2016 UQ255
- 2016 UR255
- 2016 US255
- 2016 UT255
- 2016 UU255
- 2016 UV255
- 2016 UW255
- 2016 UY255
- 2016 UB256
- 2016 UC256
- 2016 UE256
- 2016 UG256
- 2016 UH256
- 2016 UK256
- 2016 UL256
- 2016 UM256
- 2016 UN256
- 2016 UO256
- 2016 UP256
- 2016 UR256
- 2016 US256
- 2016 UT256
- 2016 UU256
- 2016 UV256
- 2016 UX256
- 2016 UZ256
- 2016 UB257
- 2016 UC257
- 2016 UE257
- 2016 UF257
- 2016 UG257
- 2016 UH257
- 2016 UJ257
- 2016 UL257
- 2016 UM257
- 2016 UN257
- 2016 UO257
- 2016 UP257
- 2016 UQ257
- 2016 UR257
- 2016 US257
- 2016 UT257
- 2016 UU257
- 2016 UV257
- 2016 UX257
- 2016 UY257
- 2016 UZ257
- 2016 UA258
- 2016 UB258
- 2016 UC258
- 2016 UD258
- 2016 UE258
- 2016 UG258
- 2016 UJ258
- 2016 UK258
- 2016 UM258
- 2016 UN258
- 2016 UO258
- 2016 UP258
- 2016 UQ258
- 2016 UR258
- 2016 US258
- 2016 UU258
- 2016 UV258
- 2016 UW258
- 2016 UX258
- 2016 UY258
- 2016 UZ258
- 2016 UA259
- 2016 UC259
- 2016 UD259
- 2016 UE259
- 2016 UF259
- 2016 UG259
- 2016 UH259
- 2016 UJ259
- 2016 UK259
- 2016 UL259
- 2016 UN259
- 2016 UO259
- 2016 UP259
- 2016 UQ259
- 2016 UR259
- 2016 US259
- 2016 UT259
- 2016 UU259
- 2016 UV259
- 2016 UX259
- 2016 UA260
- 2016 UB260
- 2016 UC260
- 2016 UD260
- 2016 UE260
- 2016 UF260
- 2016 UG260
- 2016 UH260
- 2016 UJ260
- 2016 UK260
- 2016 UN260
- 2016 US260
- 2016 UT260
- 2016 UU260
- 2016 UV260
- 2016 UW260
- 2016 UY260
- 2016 UZ260
- 2016 UA261
- 2016 UB261
- 2016 UC261
- 2016 UE261
- 2016 UG261
- 2016 UK261
- 2016 UL261
- 2016 UM261
- 2016 UP261
- 2016 UQ261
- 2016 UR261
- 2016 US261
- 2016 UX261
- 2016 UY261
- 2016 UA262
- 2016 UB262
- 2016 UC262
- 2016 UD262
- 2016 UE262
- 2016 UG262
- 2016 UH262
- 2016 UJ262
- 2016 UK262
- 2016 UL262
- 2016 UM262
- 2016 UN262
- 2016 UO262
- 2016 UP262
- 2016 UQ262
- 2016 UR262
- 2016 US262
- 2016 UT262
- 2016 UU262
- 2016 UV262
- 2016 UX262
- 2016 UA263
- 2016 UB263
- 2016 UC263
- 2016 UF263
- 2016 UG263
- 2016 UH263
- 2016 UJ263
- 2016 UK263
- 2016 UL263
- 2016 UM263
- 2016 UN263
- 2016 UP263
- 2016 UQ263
- 2016 UR263
- 2016 US263
- 2016 UT263
- 2016 UU263
- 2016 UV263
- 2016 UW263
- 2016 UX263
- 2016 UA264
- 2016 UB264
- 2016 UC264
- 2016 UD264
- 2016 UE264
- 2016 UF264
- 2016 UG264
- 2016 UH264
- 2016 UJ264
- 2016 UK264
- 2016 UL264
- 2016 UM264
- 2016 UN264
- 2016 UO264
- 2016 UP264
- 2016 UQ264
- 2016 UR264
- 2016 US264
- 2016 UT264
- 2016 UU264
- 2016 UV264
- 2016 UW264
- 2016 UX264
- 2016 UY264
- 2016 UZ264
- 2016 UA265
- 2016 UB265
- 2016 UC265
- 2016 UD265
- 2016 UE265
- 2016 UF265
- 2016 UG265
- 2016 UH265
- 2016 UM265
- 2016 UO265
- 2016 UP265
- 2016 UQ265
- 2016 UR265
- 2016 US265
- 2016 UT265
- 2016 UU265
- 2016 UV265
- 2016 UW265
- 2016 UX265
- 2016 UY265
- 2016 UZ265
- 2016 UC266
- 2016 UD266
- 2016 UF266
- 2016 UG266
- 2016 UH266
- 2016 UJ266
- 2016 UN266
- 2016 UP266
- 2016 UR266
- 2016 US266
- 2016 UV266
- 2016 UX266
- 2016 UZ266
- 2016 UB267
- 2016 UD267
- 2016 UE267
- 2016 UF267
- 2016 UG267
- 2016 UJ267
- 2016 UK267
- 2016 UL267
- 2016 UM267
- 2016 UN267
- 2016 UO267
- 2016 UP267
- 2016 UQ267
- 2016 UR267
- 2016 US267
- 2016 UT267
- 2016 UU267
- 2016 UV267
- 2016 UW267
- 2016 UX267
- 2016 UZ267
- 2016 UA268
- 2016 UB268
- 2016 UD268
- 2016 UE268
- 2016 UF268
- 2016 UG268
- 2016 UH268
- 2016 UJ268
- 2016 UK268
- 2016 UL268
- 2016 UO268
- 2016 UP268
- 2016 UQ268
- 2016 UR268
- 2016 US268
- 2016 UT268
- 2016 UU268
- 2016 UV268
- 2016 UX268
- 2016 UY268
- 2016 UA269
- 2016 UB269
- 2016 UC269
- 2016 UD269
- 2016 UE269
- 2016 UF269
- 2016 UG269
- 2016 UK269
- 2016 UL269
- 2016 UP269
- 2016 UQ269
- 2016 UR269
- 2016 US269
- 2016 UT269
- 2016 UU269
- 2016 UV269
- 2016 UW269
- 2016 UY269
- 2016 UZ269
- 2016 UA270
- 2016 UC270
- 2016 UD270
- 2016 UJ270
- 2016 UK270
- 2016 UO270
- 2016 UP270
- 2016 UQ270
- 2016 UR270
- 2016 US270
- 2016 UU270
- 2016 UV270
- 2016 UX270
- 2016 UY270
- 2016 UZ270
- 2016 UA271
- 2016 UB271
- 2016 UE271
- 2016 UF271
- 2016 UH271
- 2016 UJ271
- 2016 UP271
- 2016 US271
- 2016 UT271
- 2016 UU271
- 2016 UV271
- 2016 UW271
- 2016 UX271
- 2016 UY271
- 2016 UA272
- 2016 UB272
- 2016 UC272
- 2016 UD272
- 2016 UE272
- 2016 UG272
- 2016 UM272
- 2016 UN272
- 2016 UO272
- 2016 UQ272
- 2016 UR272
- 2016 US272
- 2016 UV272
- 2016 UW272
- 2016 UX272
- 2016 UA273
- 2016 UB273
- 2016 UC273
- 2016 UD273
- 2016 UE273
- 2016 UF273
- 2016 UG273
- 2016 UJ273
- 2016 UL273
- 2016 UM273
- 2016 UN273
- 2016 UO273
- 2016 UP273
- 2016 UQ273
- 2016 UR273
- 2016 US273
- 2016 UT273
- 2016 UU273
- 2016 UV273
- 2016 UW273
- 2016 UX273
- 2016 UY273
- 2016 UZ273
- 2016 UA274
- 2016 UB274
- 2016 UC274
- 2016 UD274
- 2016 UE274
- 2016 UF274
- 2016 UG274
- 2016 UH274
- 2016 UK274
- 2016 UL274
- 2016 UM274
- 2016 UN274
- 2016 UO274
- 2016 UP274
- 2016 UQ274
- 2016 UR274
- 2016 US274
- 2016 UU274
- 2016 UW274
- 2016 UX274
- 2016 UY274
- 2016 UZ274
- 2016 UA275
- 2016 UB275
- 2016 UC275
- 2016 UD275
- 2016 UE275
- 2016 UF275
- 2016 UG275
- 2016 UH275
- 2016 UJ275
- 2016 UK275
- 2016 UL275
- 2016 UM275
- 2016 UN275
- 2016 UO275
- 2016 UQ275
- 2016 UR275
- 2016 US275
- 2016 UT275
- 2016 UU275
- 2016 UW275
- 2016 UZ275
- 2016 UB276
- 2016 UC276
- 2016 UD276
- 2016 UE276
- 2016 UF276
- 2016 UH276
- 2016 UJ276
- 2016 UK276
- 2016 UM276
- 2016 UN276
- 2016 UO276
- 2016 UP276
- 2016 UR276
- 2016 US276
- 2016 UV276
- 2016 UW276
- 2016 UX276
- 2016 UY276
- 2016 UZ276
- 2016 UA277
- 2016 UB277
- 2016 UC277
- 2016 UD277
- 2016 UE277
- 2016 UF277
- 2016 UG277
- 2016 UJ277
- 2016 UK277
- 2016 UL277
- 2016 UM277
- 2016 UN277
- 2016 UO277
- 2016 UP277
- 2016 UQ277
- 2016 UR277
- 2016 UV277
- 2016 UX277
- 2016 UY277
- 2016 UA278
- 2016 UC278
- 2016 UF278
- 2016 UG278
- 2016 UJ278
- 2016 UK278
- 2016 UL278
- 2016 UN278
- 2016 UO278
- 2016 UP278
- 2016 UT278
- 2016 UU278
- 2016 UV278
- 2016 UW278
- 2016 UY278
- 2016 UZ278
- 2016 UB279
- 2016 UC279
- 2016 UD279
- 2016 UE279
- 2016 UF279
- 2016 UG279
- 2016 UH279
- 2016 UJ279
- 2016 UK279
- 2016 UL279
- 2016 UM279
- 2016 UN279
- 2016 UO279
- 2016 UP279
- 2016 UR279
- 2016 US279
- 2016 UU279
- 2016 UV279
- 2016 UW279
- 2016 UY279
- 2016 UZ279
- 2016 UA280
- 2016 UB280
- 2016 UC280
- 2016 UD280
- 2016 UE280
- 2016 UG280
- 2016 UH280
- 2016 UM280
- 2016 UN280
- 2016 UO280
- 2016 UP280
- 2016 UQ280
- 2016 UR280
- 2016 US280
- 2016 UT280
- 2016 UU280
- 2016 UV280
- 2016 UW280
- 2016 UX280
- 2016 UY280
- 2016 UZ280
- 2016 UB281
- 2016 UC281
- 2016 UE281
- 2016 UF281
- 2016 UG281
- 2016 UH281
- 2016 UJ281
- 2016 UK281
- 2016 UL281
- 2016 UN281
- 2016 UP281
- 2016 UQ281
- 2016 UR281
- 2016 US281
- 2016 UT281
- 2016 UU281
- 2016 UV281
- 2016 UW281
- 2016 UX281
- 2016 UY281
- 2016 UZ281
- 2016 UA282
- 2016 UB282
- 2016 UC282
- 2016 UD282
- 2016 UE282
- 2016 UG282
- 2016 UH282
- 2016 UJ282
- 2016 UK282
- 2016 UL282
- 2016 UN282
- 2016 UO282
- 2016 UP282
- 2016 UQ282
- 2016 UR282
- 2016 US282
- 2016 UT282
- 2016 UU282
- 2016 UV282
- 2016 UX282
- 2016 UY282
- 2016 UZ282
- 2016 UA283
- 2016 UB283
- 2016 UC283
- 2016 UD283
- 2016 UE283
- 2016 UG283
- 2016 UJ283
- 2016 UK283
- 2016 UL283
- 2016 UM283
- 2016 UN283
- 2016 UO283
- 2016 UP283
- 2016 UQ283
- 2016 UR283
- 2016 US283
- 2016 UT283
- 2016 UU283
- 2016 UV283
- 2016 UW283
- 2016 UX283
- 2016 UY283
- 2016 UZ283
- 2016 UA284
- 2016 UB284
- 2016 UC284
- 2016 UD284
- 2016 UE284
- 2016 UF284
- 2016 UJ284
- 2016 UK284
- 2016 UL284
- 2016 UM284
- 2016 UN284
- 2016 UP284
- 2016 UR284
- 2016 US284
- 2016 UT284
- 2016 UU284
- 2016 UV284
- 2016 UW284
- 2016 UX284
- 2016 UZ284
- 2016 UA285
- 2016 UB285
- 2016 UD285
- 2016 UE285
- 2016 UF285
- 2016 UG285
- 2016 UH285
- 2016 UJ285
- 2016 UK285
- 2016 UL285
- 2016 UM285
- 2016 UP285
- 2016 UQ285
- 2016 UR285
- 2016 UT285
- 2016 UU285
- 2016 UV285
- 2016 UW285
- 2016 UX285
- 2016 UY285
- 2016 UZ285
- 2016 UA286
- 2016 UB286
- 2016 UC286
- 2016 UE286
- 2016 UF286
- 2016 UG286
- 2016 UH286
- 2016 UJ286
- 2016 UK286
- 2016 UL286
- 2016 UM286
- 2016 UN286
- 2016 UO286
- 2016 UQ286
- 2016 UR286
- 2016 US286
- 2016 UT286
- 2016 UU286
- 2016 UV286
- 2016 UW286
- 2016 UX286
- 2016 UY286
- 2016 UZ286
- 2016 UA287
- 2016 UB287
- 2016 UC287
- 2016 UD287
- 2016 UE287
- 2016 UF287
- 2016 UG287
- 2016 UH287
- 2016 UJ287
- 2016 UK287
- 2016 UL287
- 2016 UM287
- 2016 UN287
- 2016 UO287
- 2016 UP287
- 2016 UQ287
- 2016 UR287
- 2016 US287
- 2016 UT287
- 2016 UU287
- 2016 UV287
- 2016 UW287
- 2016 UX287
- 2016 UY287
- 2016 UZ287
- 2016 UB288
- 2016 UC288
- 2016 UD288
- 2016 UE288
- 2016 UF288
- 2016 UG288
- 2016 UH288
- 2016 UJ288
- 2016 UK288
- 2016 UL288
- 2016 UM288
- 2016 UN288
- 2016 UO288
- 2016 UP288
- 2016 UQ288
- 2016 UR288
- 2016 US288
- 2016 UT288
- 2016 UU288
- 2016 UV288
- 2016 UW288
- 2016 UY288
- 2016 UZ288
- 2016 UA289
- 2016 UB289
- 2016 UC289
- 2016 UD289
- 2016 UE289
- 2016 UF289
- 2016 UG289
- 2016 UH289
- 2016 UJ289
- 2016 UK289
- 2016 UL289
- 2016 UM289
- 2016 UN289
- 2016 UO289
- 2016 UP289
- 2016 UQ289
- 2016 UR289
- 2016 US289
- 2016 UT289
- 2016 UU289
- 2016 UV289
- 2016 UW289
- 2016 UX289
- 2016 UY289
- 2016 UZ289
- 2016 UA290
- 2016 UB290
- 2016 UC290
- 2016 UD290
- 2016 UF290
- 2016 UG290
- 2016 UH290
- 2016 UJ290
- 2016 UK290
- 2016 UN290
- 2016 UP290
- 2016 UQ290
- 2016 UR290
- 2016 UT290
- 2016 UV290
- 2016 UW290
- 2016 UY290
- 2016 UZ290
- 2016 UA291
- 2016 UB291
- 2016 UC291
- 2016 UD291
- 2016 UE291
- 2016 UF291
- 2016 UG291
- 2016 UK291
- 2016 UN291
- 2016 UO291
- 2016 UP291
- 2016 UQ291
- 2016 UR291
- 2016 UT291
- 2016 UU291
- 2016 UV291
- 2016 UW291
- 2016 UX291
- 2016 UY291
- 2016 UZ291
- 2016 UA292
- 2016 UC292
- 2016 UD292
- 2016 UE292
- 2016 UF292
- 2016 UH292
- 2016 UJ292
- 2016 UL292
- 2016 UM292
- 2016 UN292
- 2016 UO292
- 2016 UP292
- 2016 UQ292
- 2016 UR292
- 2016 US292
- 2016 UT292
- 2016 UU292
- 2016 UV292
- 2016 UW292
- 2016 UX292
- 2016 UY292
- 2016 UZ292
- 2016 UA293
- 2016 UB293
- 2016 UC293
- 2016 UD293
- 2016 UE293
- 2016 UF293
- 2016 UG293
- 2016 UH293
- 2016 UJ293
- 2016 UK293
- 2016 UL293
- 2016 UM293
- 2016 UN293
- 2016 UO293
- 2016 UP293
- 2016 UQ293
- 2016 UR293
- 2016 US293
- 2016 UT293
- 2016 UU293
- 2016 UV293
- 2016 UW293
- 2016 UA294
- 2016 UC294
- 2016 UD294
- 2016 UF294
- 2016 UH294
- 2016 UK294
- 2016 UM294
- 2016 UN294
- 2016 UO294
- 2016 UQ294
- 2016 UR294
- 2016 US294
- 2016 UT294
- 2016 UU294
- 2016 UV294
- 2016 UW294
- 2016 UX294
- 2016 UY294
- 2016 UZ294
- 2016 UA295
- 2016 UB295
- 2016 UC295
- 2016 UD295
- 2016 UE295
- 2016 UG295
- 2016 UH295
- 2016 UJ295
- 2016 UK295
- 2016 UL295
- 2016 UM295
- 2016 UN295
- 2016 UP295
- 2016 UQ295
- 2016 UR295
- 2016 US295
- 2016 UT295
- 2016 UU295
- 2016 UV295
- 2016 UX295
- 2016 UZ295
- 2016 UA296
- 2016 UB296
- 2016 UC296
- 2016 UE296
- 2016 UF296
- 2016 UG296
- 2016 UH296
- 2016 UJ296
- 2016 UK296
- 2016 UL296
- 2016 UM296
- 2016 UN296
- 2016 UO296
- 2016 UP296
- 2016 UQ296
- 2016 UR296
- 2016 UU296
- 2016 UV296
- 2016 UW296
- 2016 UX296
- 2016 UY296
- 2016 UZ296
- 2016 UA297
- 2016 UC297
- 2016 UD297
- 2016 UE297
- 2016 UF297
- 2016 UG297
- 2016 UH297
- 2016 UJ297
- 2016 UK297
- 2016 UL297
- 2016 UM297
- 2016 UN297
- 2016 UO297
- 2016 UP297
- 2016 UR297
- 2016 US297
- 2016 UT297
- 2016 UU297
- 2016 UV297
- 2016 UX297
- 2016 UY297
- 2016 UZ297
- 2016 UA298
- 2016 UE298
- 2016 UF298
- 2016 UG298
- 2016 UJ298
- 2016 UL298
- 2016 UM298
- 2016 UN298
- 2016 UO298
- 2016 UP298
- 2016 UQ298
- 2016 UR298
- 2016 US298
- 2016 UT298
- 2016 UV298
- 2016 UW298
- 2016 UX298
- 2016 UY298
- 2016 UZ298
- 2016 UB299
- 2016 UC299
- 2016 UD299
- 2016 UE299
- 2016 UF299
- 2016 UG299
- 2016 UH299
- 2016 UJ299
- 2016 UL299
- 2016 UM299
- 2016 UN299
- 2016 UO299
- 2016 UP299
- 2016 UQ299
- 2016 UR299
- 2016 US299
- 2016 UU299
- 2016 UV299
- 2016 UX299
- 2016 UY299
- 2016 UA300
- 2016 UB300
- 2016 UC300
- 2016 UD300
- 2016 UE300
- 2016 UF300
- 2016 UG300
- 2016 UH300
- 2016 UJ300
- 2016 UK300
- 2016 UL300
- 2016 UM300
- 2016 UN300
- 2016 UO300
- 2016 UP300
- 2016 UQ300
- 2016 UR300
- 2016 US300
- 2016 UT300
- 2016 UU300
- 2016 UV300
- 2016 UW300
- 2016 UX300
- 2016 UY300
- 2016 UZ300
- 2016 UA301
- 2016 UB301
- 2016 UC301
- 2016 UD301
- 2016 UE301
- 2016 UF301
- 2016 UG301
- 2016 UH301
- 2016 UJ301
- 2016 UK301
- 2016 UL301
- 2016 UM301
- 2016 UN301
- 2016 UO301
- 2016 UP301
- 2016 UQ301
- 2016 UR301
- 2016 US301
- 2016 UT301
- 2016 UU301
- 2016 UV301
- 2016 UX301
- 2016 UY301
- 2016 UZ301
- 2016 UA302
- 2016 UB302
- 2016 UC302
- 2016 UD302
- 2016 UE302
- 2016 UF302
- 2016 UG302
- 2016 UH302
- 2016 UJ302
- 2016 UK302
- 2016 UL302
- 2016 UM302
- 2016 UN302